# Le Poème de l'âme
 (juillet 2023).
Si vous disposez d'ouvrages ou d'articles de référence ou si vous connaissez des sites web de qualité traitant du thème abordé ici, merci de compléter l'article en donnant les références utiles à sa vérifiabilité et en les liant à la section « Notes et références ».
Le Poème de l’âme de Louis Janmot est l’œuvre d’une vie, étalée de 1835 à 1881. Présentée à l’Exposition universelle de 1855, c’est une œuvre à la fois picturale et littéraire, qui se compose de 18 tableaux suivis de 16 dessins au fusain, le tout inspiré par un long poème de 2 800 vers, également écrit par Louis Janmot. Ce vaste ensemble narre la vie d'une âme sur la Terre, incarnée dans un jeune homme, accompagné de son double féminin. Puis l’œuvre représente la vie de l’homme resté seul à la suite de la disparition de sa compagne, à laquelle s'identifierait l'artiste.

## Contexte de l'œuvre

### Contexte historique
L’élaboration de l’œuvre s’ancre dans une atmosphère relativement instable, nourrie par un contexte d’évolution économique et sociale précaire, notamment, la révolution industrielle, mais aussi par l’accentuation des disparités sociales, et enfin surtout par des bouleversements politiques majeurs. L’œuvre de Janmot met l’accent sur des questions sociales telles que la Loi Falloux, qui prévoit un remaniement des institutions éducatives et, de manière officieuse, l’autorisation de l'enseignement catholique dans les écoles primaires et les établissements secondaires. Cette loi donne une grande part à l'Église catholique romaine dans l'organisation de l'enseignement. En plus de l’éducation, la question du divorce est également abordée. En effet, si en 1816, le divorce est de nouveau supprimé par la loi Bonald, dès 1848 le débat refait surface, c'est donc ce que Janmot s'attache à transmettre.

### Courant artistique
Le premier XIXe siècle est caractérisé par l’émergence de deux mouvements artistiques majeurs opposés : le Néoclassicisme d’une part et le Romantisme d’une autre. Le Néoclassicisme se place dans la continuité du Classicisme du XVIIe siècle. Ainsi, des artistes comme Jacques-Louis David, Ingres ou Antonio Canova, recherchent l’ordre, la symétrie, la simplicité, la géométrie. Ils valorisent le dessin et le graphisme, aux dépens de la couleur. En somme, ils recherchent le « beau idéal ». Quant au Romantisme, il s’agit précisément d’un mouvement qui se forme en réaction au Néoclassicisme. C’est dans l’atelier de David que prend forme cet engagement esthétique proche du Néoclassicisme et qui réunit divers artistes au nom d’une idée absolue de la beauté picturale. Certains d’entre eux proposent de revenir aux origines de l’art, au temps du mysticisme byzantin ou de l’Antiquité grecque. Pour mener à bien leur projet, ils auront l’originalité de s’installer dans un couvent afin d’y mener une vie monacale en accord avec leur idéal esthétique de pureté. En outre, Janmot est également considéré par certains critiques comme faisant la jonction entre romantisme et symbolisme.
Le Mouvement nazaréen est un mouvement artistique fondé au début du XIXe siècle par un groupe de six élèves artistes allemands. Influencés à la fois par le catholicisme et le Romantisme, les peintres nazaréens se donnèrent pour objectif de renouveler l’art religieux par l’étude des anciens maîtres italiens et allemands. Comme ses amis peintres lyonnais, Janmot est influencé par ce courant. Janmot a très vraisemblablement connu les Nazaréens, par l’intermédiaire de Flandrin. Celui-ci était l’élève d’Ingres, peintre français néo-classique du XIXe. Ce dernier s’inspire, à ses débuts, des techniques droites et raides de l’art grec, avant de se convertir à une approche des courbes et des drapés réalistes. Le mouvement a certainement impressionné Louis Janmot, ne fût-ce que par son prestige dans le monde catholique, et la vue des fresques terminées depuis longtemps à Rome.
Janmot est considéré comme un artiste de transition entre le romantisme et le symbolisme, préfigurant le versant français du Préraphaélisme (œuvres qui avaient pour fonction première d’être morales sans nécessairement remplir un désir d’esthétique). Les préraphaélites aspiraient à agir sur les mœurs d’une société qui, à leurs yeux, avait perdu tout sens moral depuis la révolution industrielle. Cependant, « il ne suffit pas que l’art soit suggestif, soit didactique, soit moral, soit populaire ; il faut encore qu’il soit national ». Dans ce courant il y avait une importance de la place des femmes, qu’on retrouve dans l’œuvre du Poème de l’âme. Les femmes représentées par ce courant sont des symboles : personnages bibliques, mythologiques, etc.

## Description de l’œuvre
Cette composition de dix-huit  peintures à l’huile répond au format du Prix de Rome (de 1.30 mètre à 1.45 mètre de hauteur sur 1.40 mètre à 1.45 mètre de largeur). Chaque tableau est accompagné d’un poème en vers le complétant. Louis Janmot est artiste catholique, très pieux qui souhaite que son œuvre religieuse soit l’équivalent d’un discours didactique. Ses tableaux et le poème associé sont une forme d’évangélisation et d’argumentation. 

### Génération divine

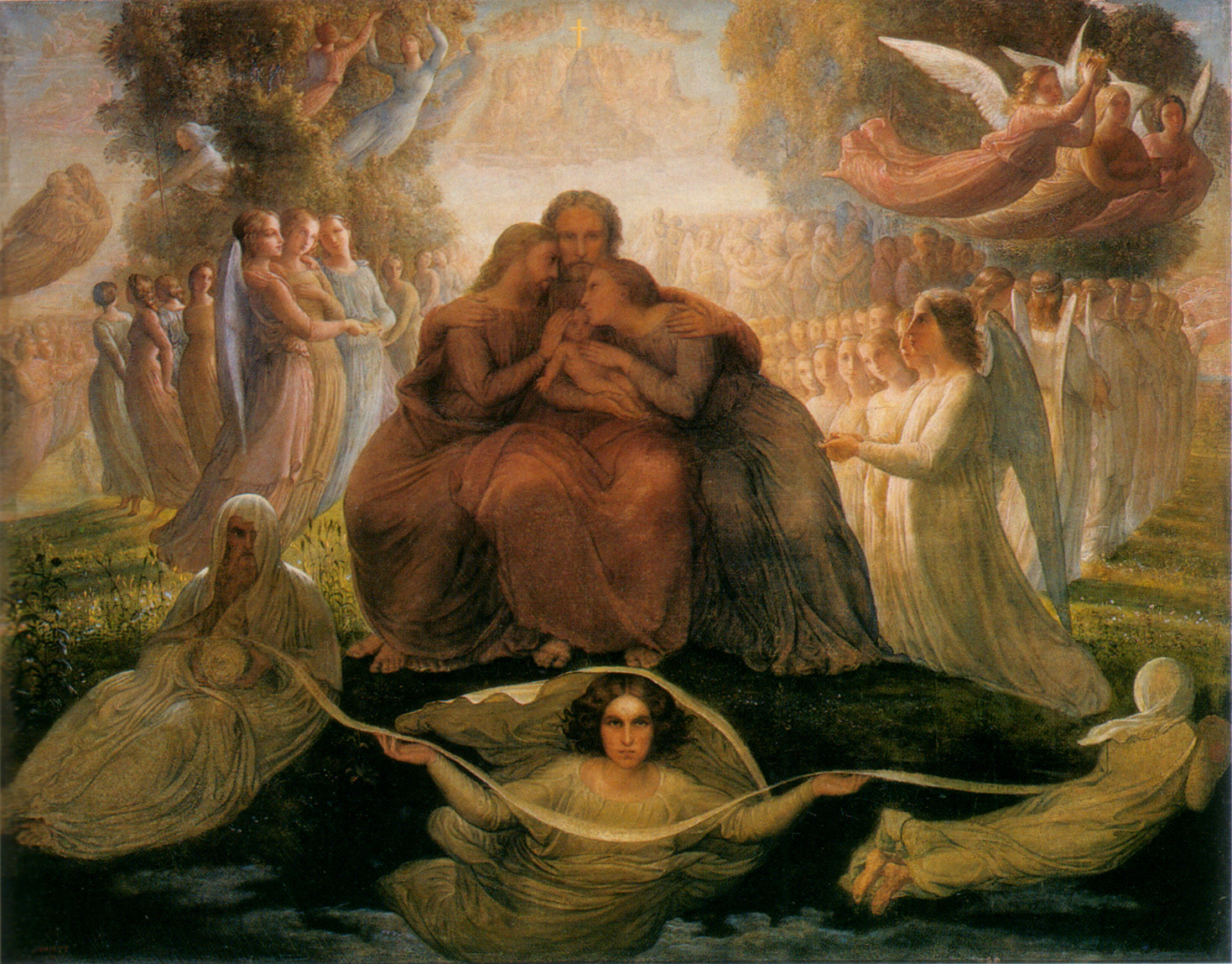
Louis Janmot - Poème de l'âme 1 - Génération divine

Ce premier tableau marque le début de cette odyssée mystique à travers la mise en scène de la naissance de l’âme. La composition bien cadencée  révèle un style propre aux décorateurs d’églises. Ce tableau liminaire propose l’exposition de l’âme représentée sous la forme d’un enfant. La Trinité qui l’entoure donne une seconde fois la vie au nouveau-né par la grâce de l’amour, ce qui vient confirmer la dimension religieuse du tableau, dimension corroborée notamment par  le cortège d’anges qui s’estompe à l’approche de la représentation de l’au-delà. Une vierge de pitié et la croix de la rédemption représente cet amour trinitaire.

### Le passage des âmes

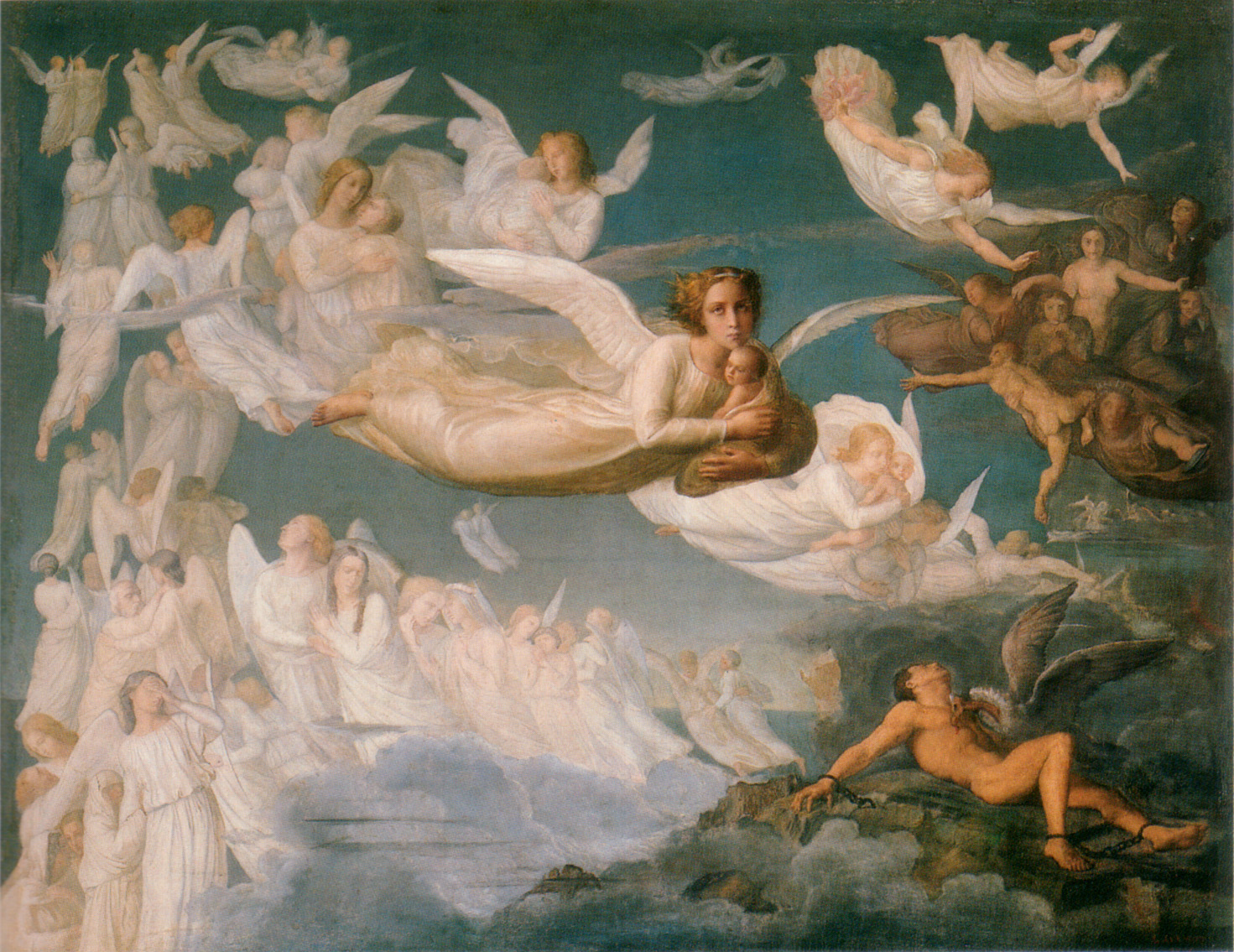
Louis Janmot - Poème de l'âme 2 - Le Passage des âmes

La jeune âme est conduite du ciel vers la terre par son ange gardien. Les différentes strates composant l’au-delà sont mises en lumière : d’une part le paradis, représenté par un cortège de séraphins et d’autre part les morts, attendant le jugement. La terre est également représentée à travers la figure de Prométhée enchaîné, ce qui traduit les tourments des corps par opposition à la pureté de l’âme. Ce tableau préfigure l'affront du bien et du mal.

### L'ange et la mère

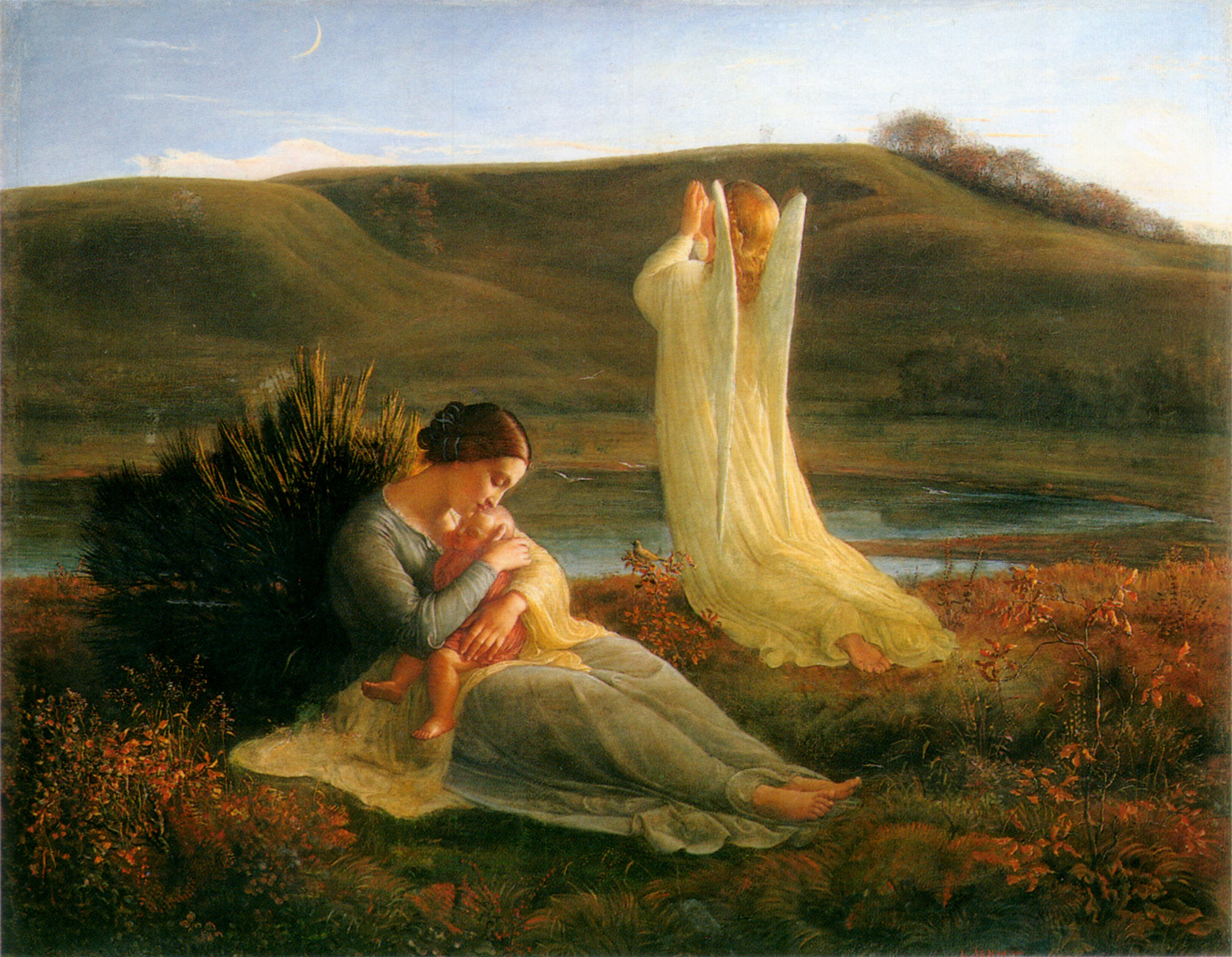
Louis Janmot - Poème de l'âme 3 - L’Ange et la mère

Ce tableau propose une représentation idéale de la vie terrestre. Au premier plan, une femme (la mère) est assise dans un décor bucolique faisant écho au Lac de Moras, elle tient sur ses genoux un jeune enfant (l’âme incarnée). Au second plan, l’ange gardien, de dos, est tourné vers le ciel en position de prière. Ce trio impose encore une fois le parallèle évident de la Trinité ; l’enfant descendu sur Terre par le biais de l’ange gardien ancre dès à présent le leitmotiv de la pureté virginale. On retrouve donc la Vierge Marie, l’enfant Jésus et l’ange Gabriel. 

### Le printemps

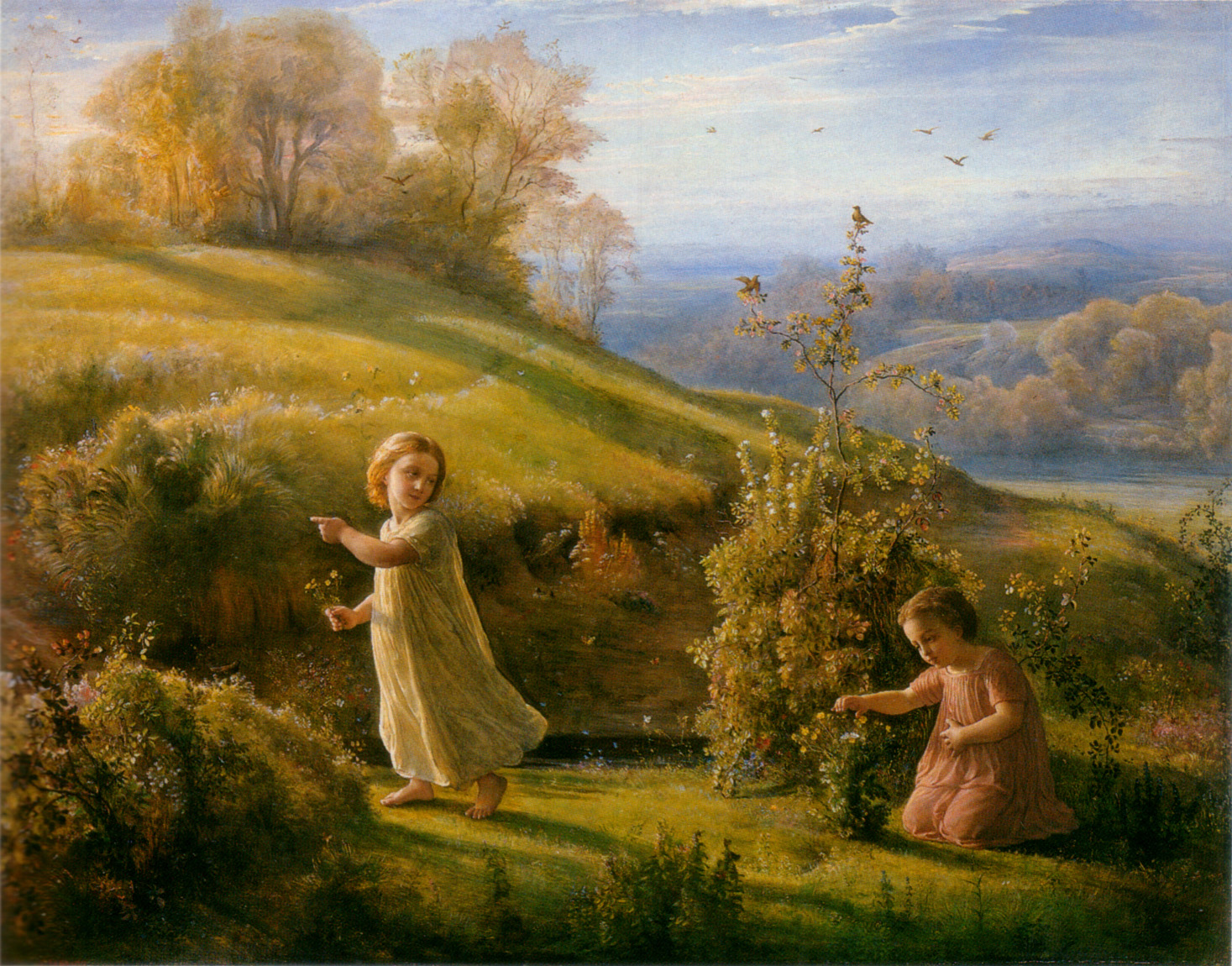
Louis Janmot - Poème de l'âme 4 - Le Printemps

Le quatrième tableau de cette composition propose la mise en perspective des premières relations, c'est la première fois que le couple enfantin est déterminé. Le garçon est vêtu de rose, tandis que la jeune fille porte une robe blanche (symbole de la candeur et de l’innocence). De même, le vêtement antique et unisexe recouvre le corps, ce qui montre avec les pieds nus l’innocence de l’enfance.  

### Souvenir du ciel

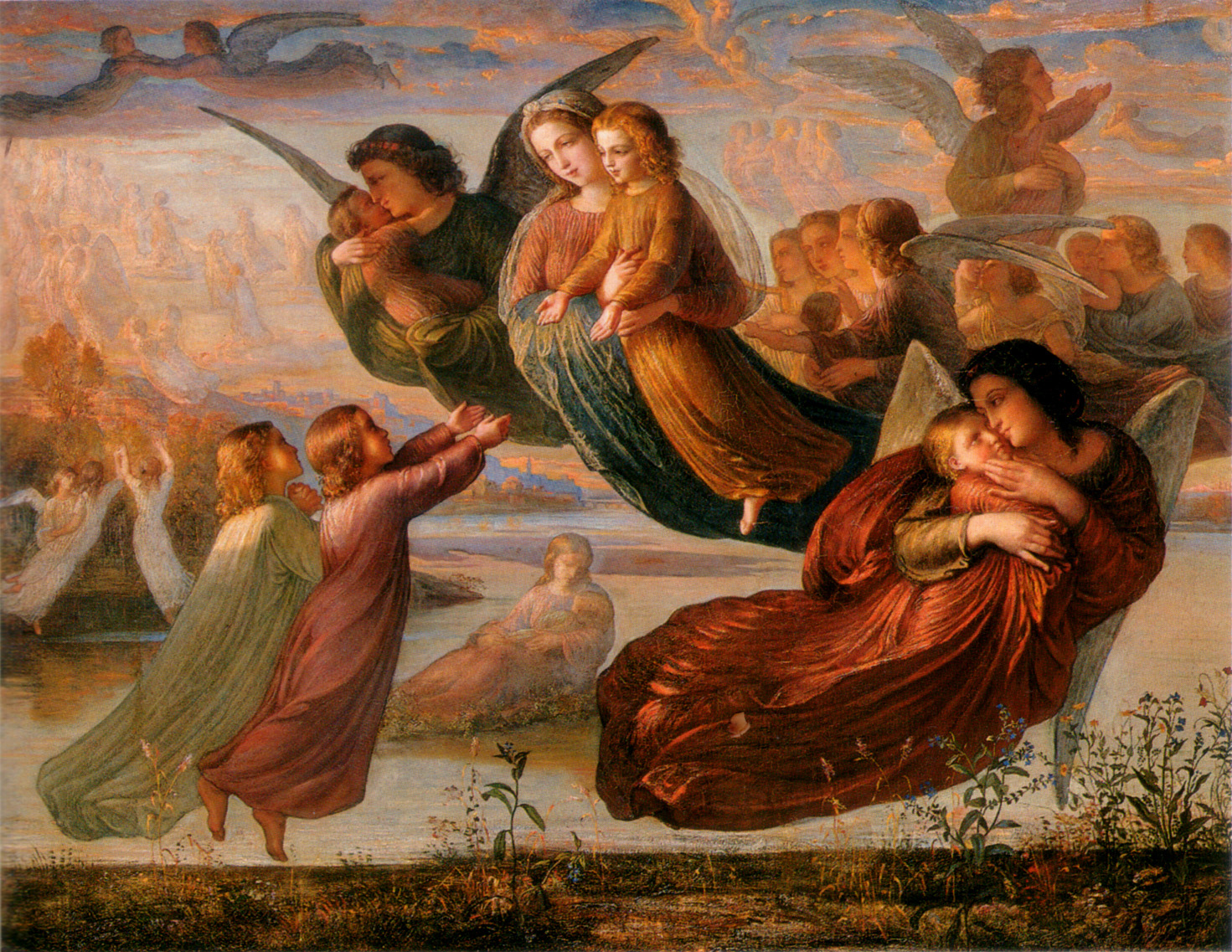
Louis Janmot - Poème de l'âme 5 - Souvenir du ciel

Ce tableau est la représentation d’un songe. L’enfant, au cours de son sommeil découvre un spectacle merveilleux : une vision chimérique exaltée par un ciel peuplé d’anges. Le paysage est celui de la Mulatière à Lyon, lieu de vie de l’artiste. Celui-ci nous propose ainsi à travers ce tableau une alliance entre le divin et le mortel, qui tend à révéler la nostalgie du Ciel. L'alliance incarnée par les deux enfants semble faire la jonction entre ces deux mondes. Cette œuvre fut le premier tableau de la série peint par Louis Janmot, l'élan qu'on y voit, correspond à l'enthousiasme du jeune artiste qui débute « l'œuvre de sa vie ».

### Le Toit Paternel

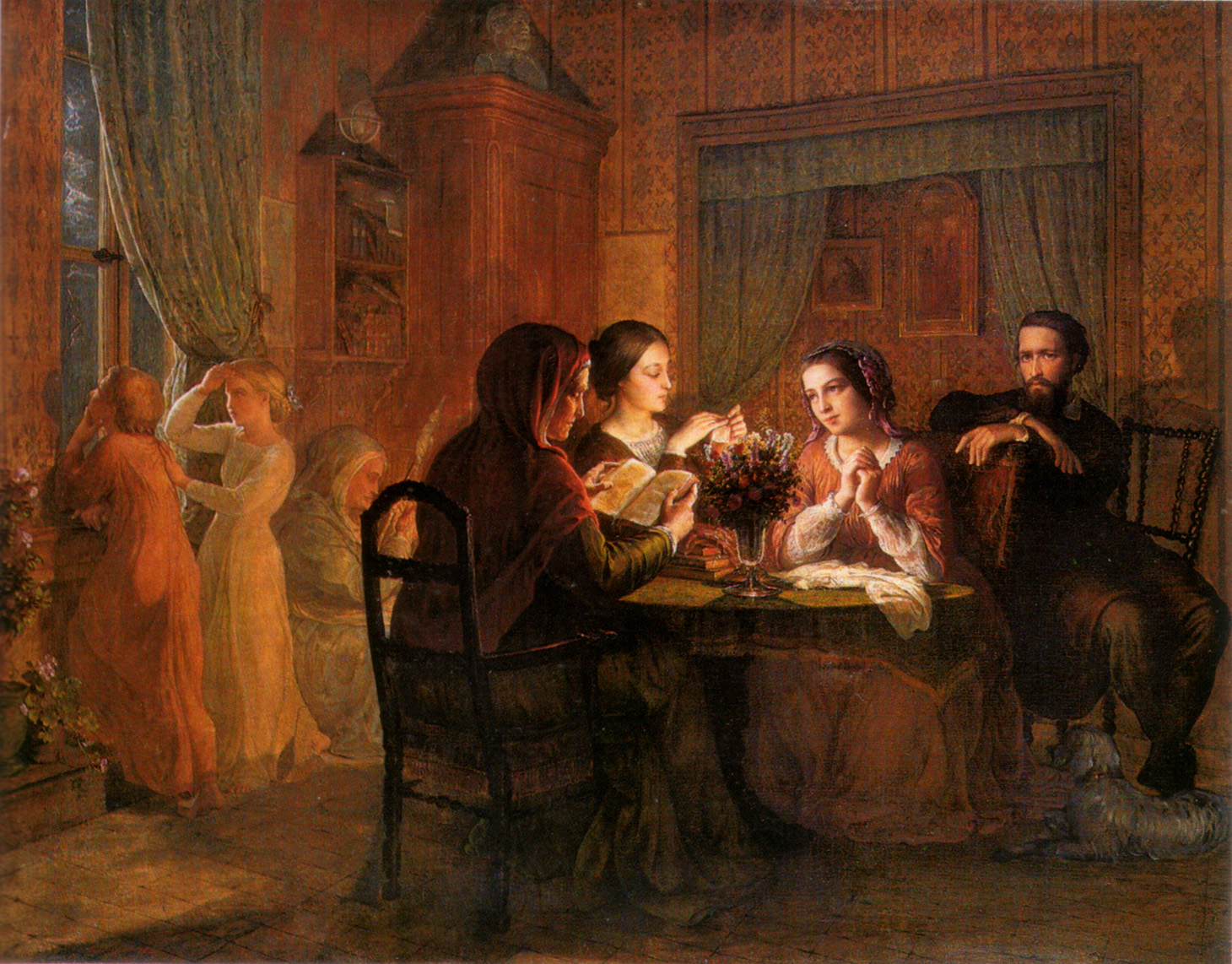
Louis Janmot - Poème de l'âme 6 - Le Toit paternel

Le temps orageux rassemble la famille autour d'une lampe. Les enfants, accoudés à la fenêtre, guettent les éclairs. Le garçon est émerveillé, la fille semble apeurée. La grand-mère s'adonne à la lecture d'un psaume. Autour de la table, deux femmes cousent. Aux extrémités de la pièce siègent Janmot, âgé d'une trentaine d'années, et une vieille dame. L'auteur nous expose une atmosphère intime et chaleureuse qui lui permet de dresser une apologie de la famille, à l'époque menacée par la législation républicaine sur le divorce. Il défend également la transmission de la foi à l'intérieur de cette cellule primordiale de la société et le rôle capital de l'enseignement oral. 

### Le Mauvais Sentier

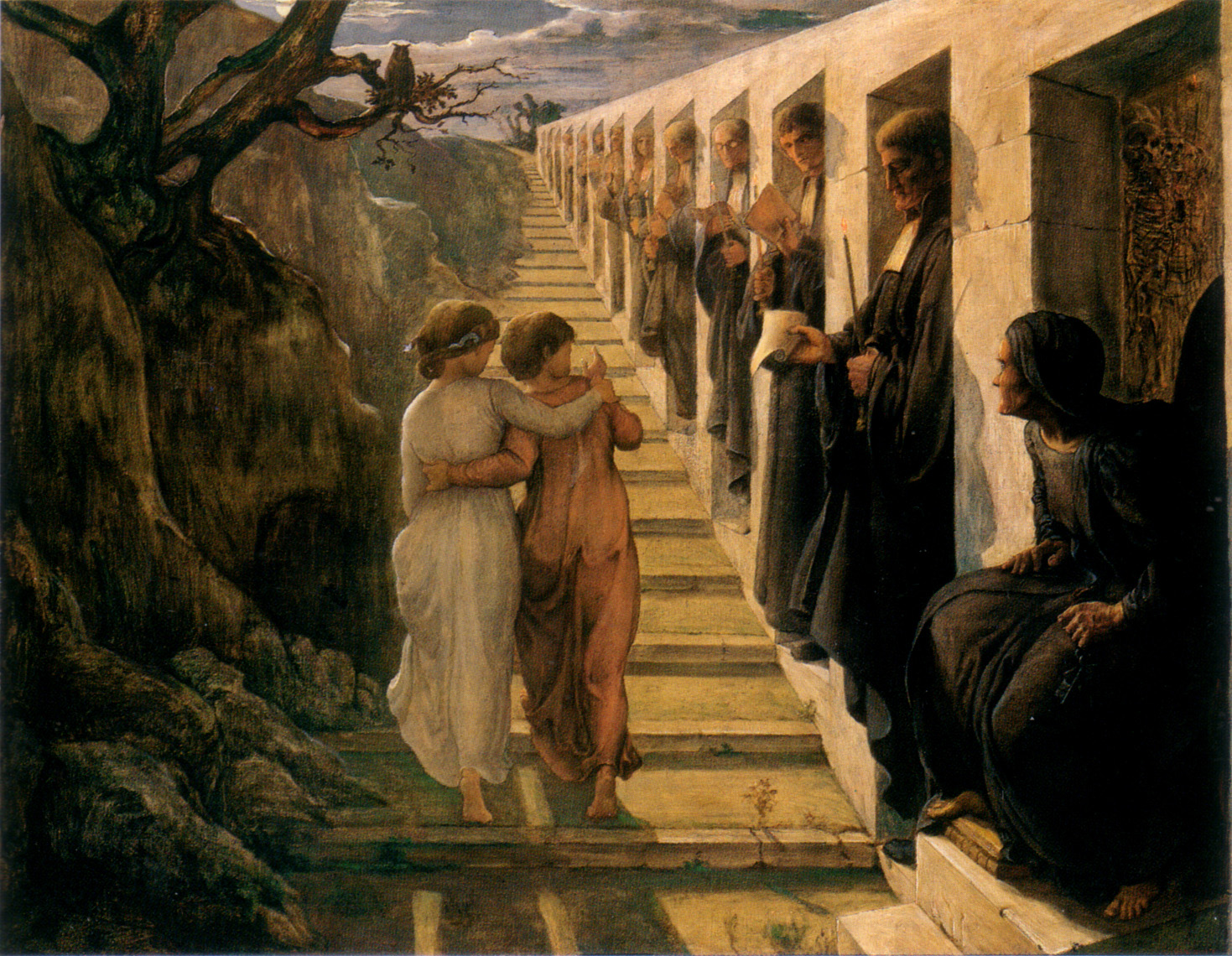
Louis Janmot - Poème de l'âme 7 - Le Mauvais Sentier

Ce tableau peut être mis en lien direct avec les questions sociales de l’époque de Janmot. En effet, les deux enfants, perdus, abordent les chemins de l'université (ici symbolisé par un escalier bordé de niches). Les professeurs alignés à l'intérieur tiennent dans leurs mains des parchemins et des cierges allumés, la projection en ombre portée de leurs profils. Des roches, des arbres morts, un hibou, un clair de lune voilé, contribuent à créer un décor inquiétant. Grâce à ce cadre, Janmot exprime le fait que le  couple enfantin peut être tenté par la "fausse science", celle qui détruirait la foi : « Nul ne croit plus à rien qu'à sa propre raison ».  La mort est présente dans la première niche du bas dont le bas-relief de fond représente des squelettes. (Elle est représentée par une vieille dame figurée de façon identique dans le tableau du cauchemar suivant).

### Cauchemar

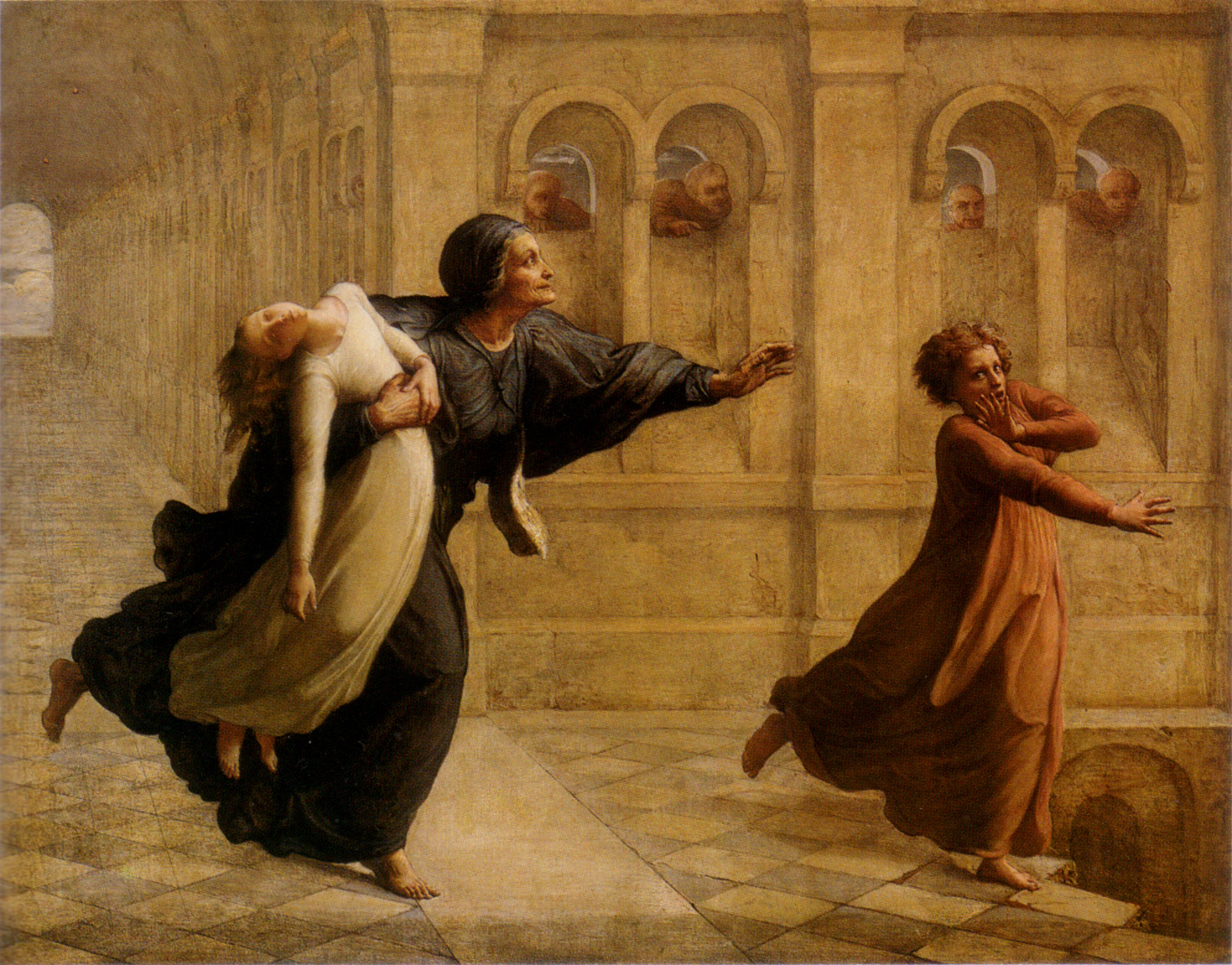
Louis Janmot - Poème de l'âme 8 - Cauchemar

Les enfants ont pénétré l'intérieur du décor. Une vieille dame (même figure que la mort dans le tableau précédent) s’est emparée de la fillette vêtue de blanc. Le garçon, quant à lui, tente de fuir à travers un couloir, sous les regards grimaçants des gargouilles. Le sol se dérobe sous ses pas : le gouffre. Une interprétation des traits de la vieille femme serait la perversion humaine qui tente de corrompre la jeune âme encore innocente.  

### Le Grain de blé

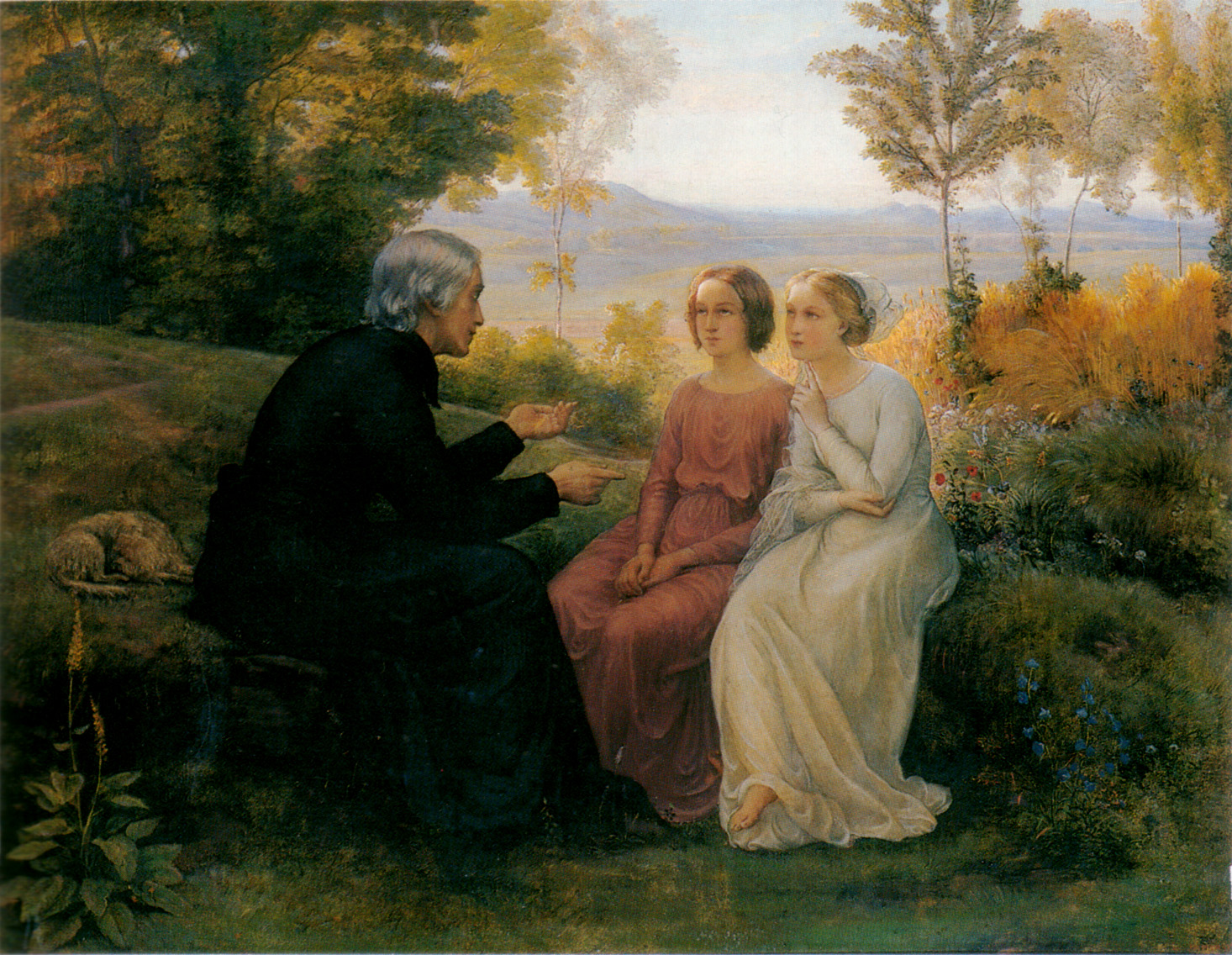
Louis Janmot - Poème de l'âme 9 - Le Grain de blé

Le « cauchemar » prend fin pour donner lieu à une scène plus apaisée. La foi représentée dans ce tableau s'oppose à l'enseignement perverti des scènes précédentes. Un prêtre enseigne la religion aux deux jeunes gens à travers l'épi de blé. Celui-ci vient corroborer les scènes de moisson que l'on aperçoit au loin. Ces éléments préfigurent la métaphore de l'Eucharistie. Le rayon de soleil sur les fronts matérialise la présence du Saint-Esprit dans l'âme et son double. Le chien au second plan, incarne la fidélité dans les engagements du chrétien. 

### La première communion

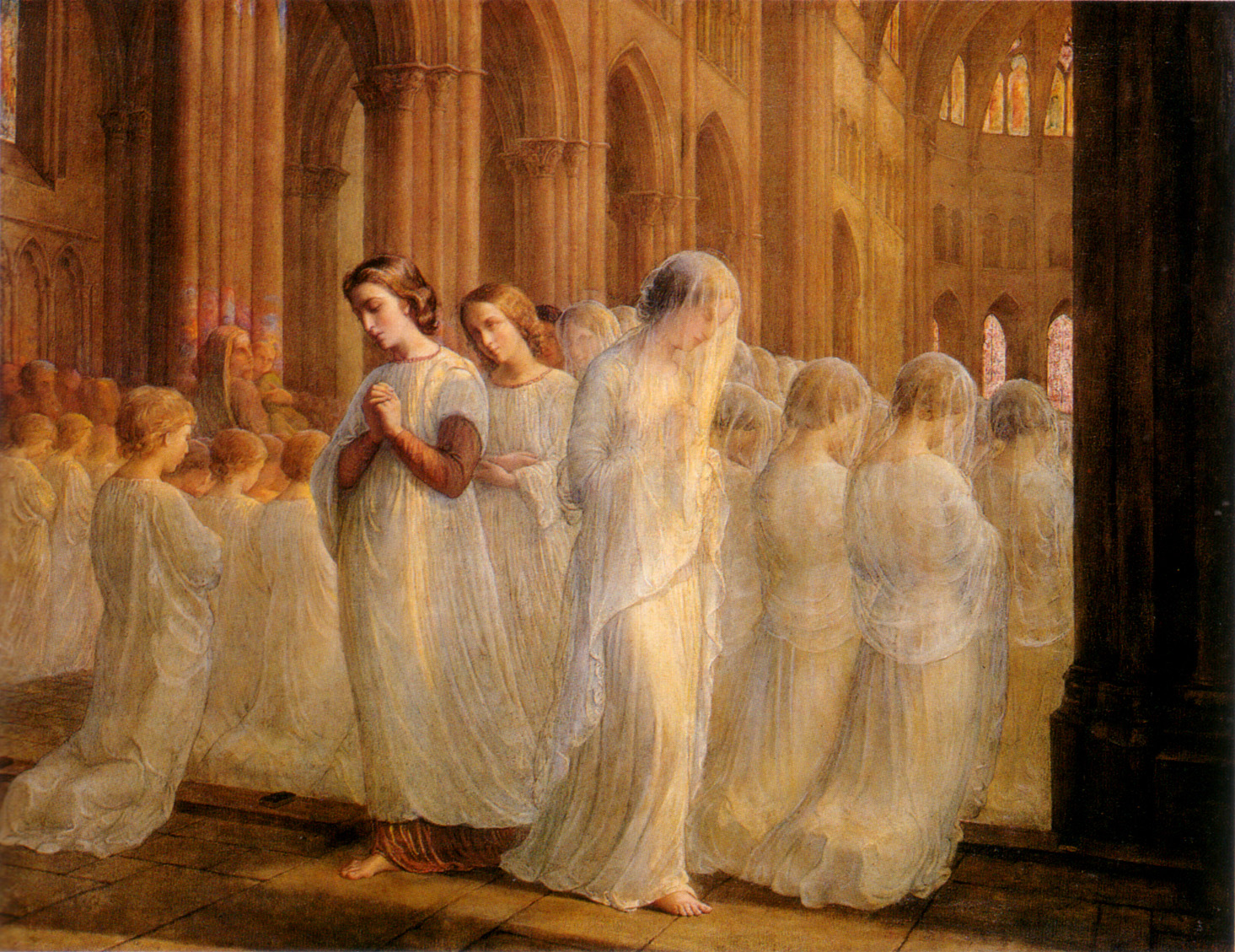
Louis Janmot - Poème de l'âme 10 - Première Communion

La scène se déroule dans la nef de la Primatiale Saint-Jean de Lyon. Les deux protagonistes vivent leur première communion au milieu de tout un cortège de jeunes adolescents. Le garçon a revêtu l'aube, une tunique blanche par-dessus son vêtement initial. La lumière éclaire la scène à travers les vitraux, qui se reflètent sur les colonnes. Le peintre exprime ici un moment d'intimité et d'action de grâces. Son ambition est donc d'évoquer, selon l'expression du mystique allemand Möhler : « L'union intime et vivante de l'élément divin et l'élément humain, du visible et de l'invisible, du naturel et du surnaturel ».

### Virginitas

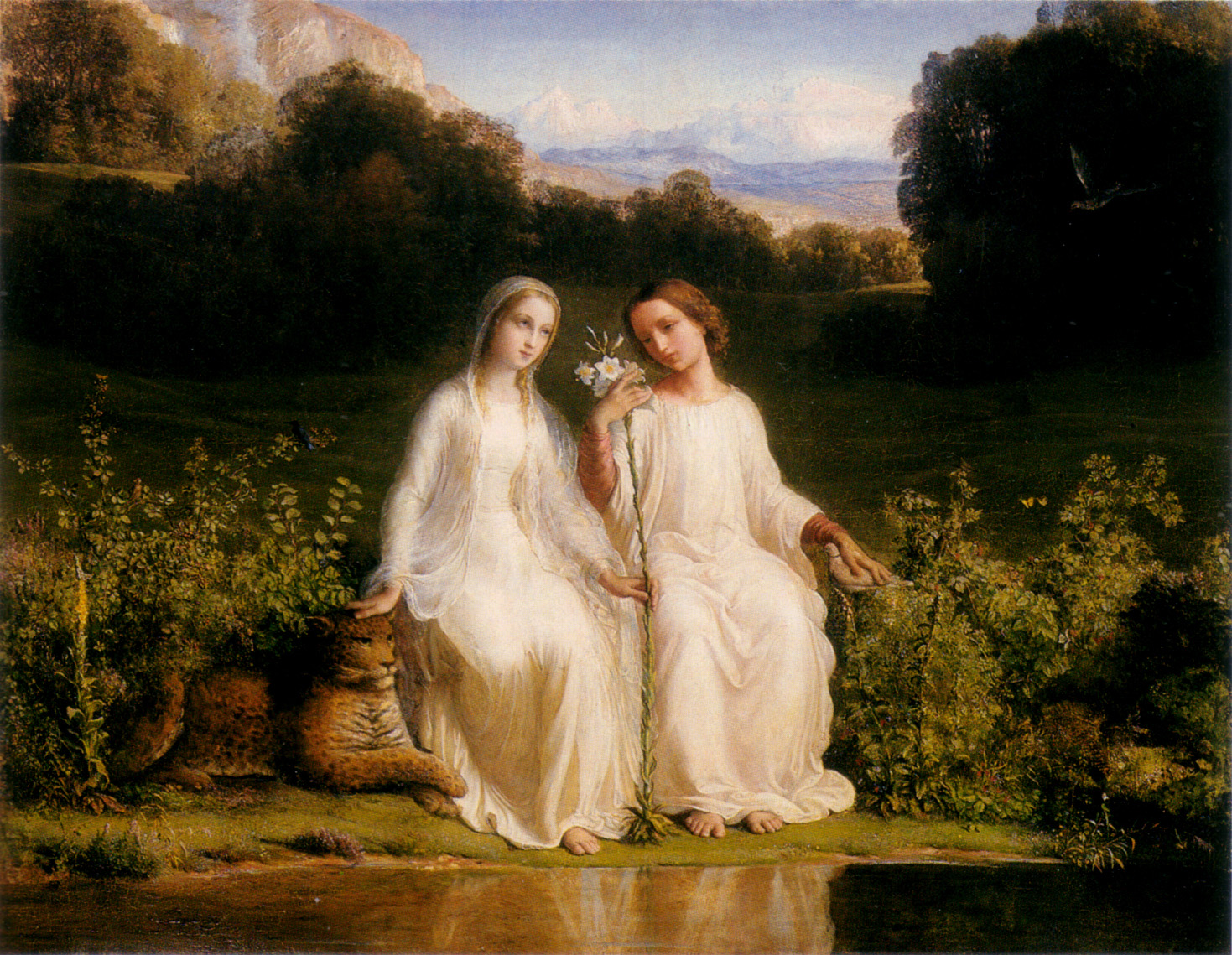
Louis Janmot - Poème de l'âme 11 - Virginitas

Les deux jeunes adultes sont assis au bord de l'eau, ils sont vêtus des habits de communion. Le garçon caresse une tourterelle, symbole de douceur et de paix, tandis que la jeune fille effleure une panthère, image des passions et des violences domptées. Quant au lys, image de la pureté, il est l'axe central de la composition, à la fois séparant et unifiant le couple idéal : "heureux, heureux le cœur pur".

### L’échelle d’or

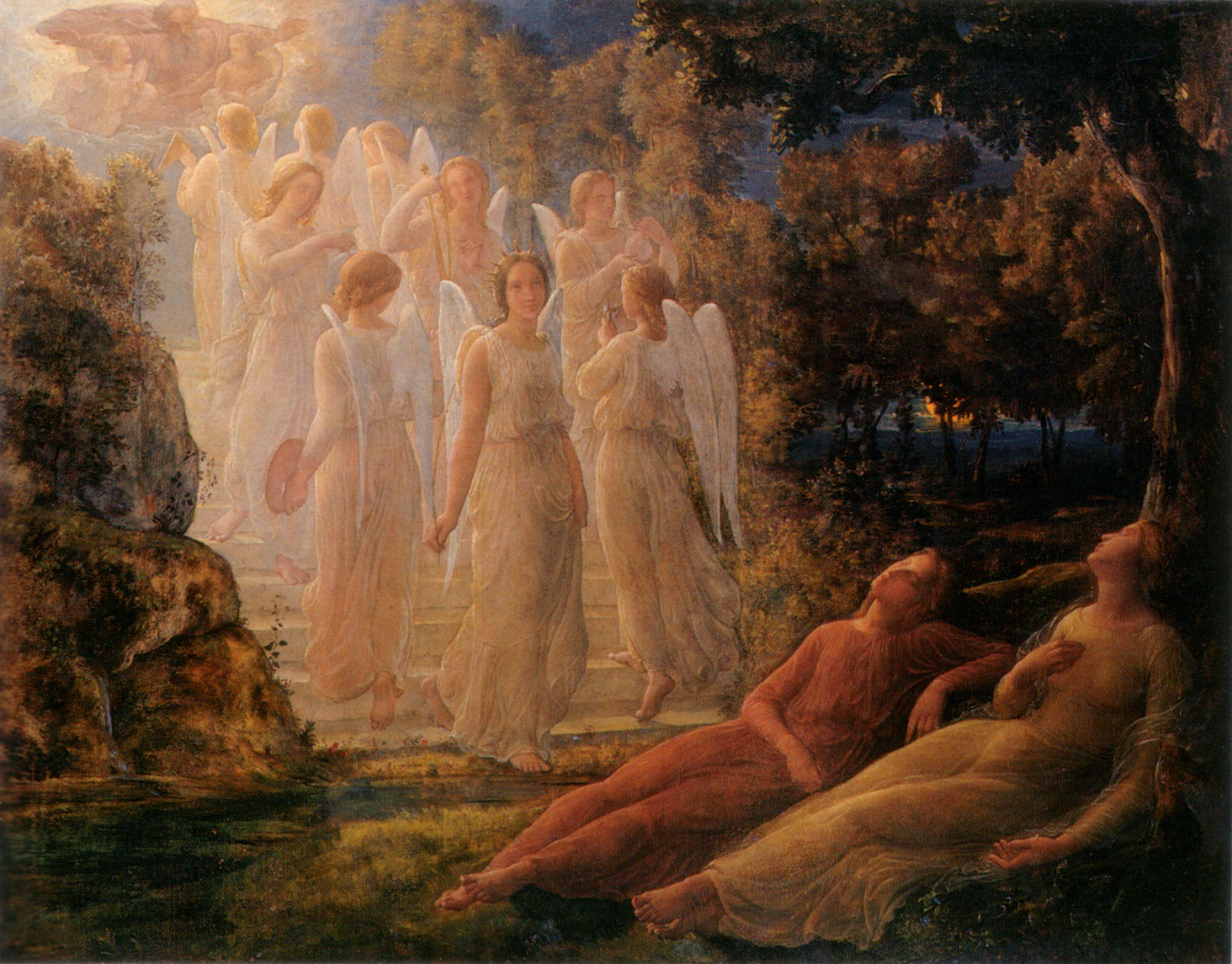
Louis Janmot - Poème de l'âme 12 - L’Échelle d’or

Alors que le couple se trouve endormi dans les bois, une vision chimérique apparaît. Un cortège de neuf anges semble en mouvement perpétuel sur un escalier conduisant à Dieu. Chaque ange porte sur lui un symbole relatif aux arts. L'artiste rend ici hommage à la Beauté et à l'Art, de par la symbolique des personnages qui illustrent les aspirations de l’âme humaine. Ce tableau révèle le chemin qui conduit à Dieu, et pourrait évoquer l'Échelle de Jacob.

### Rayons de soleil

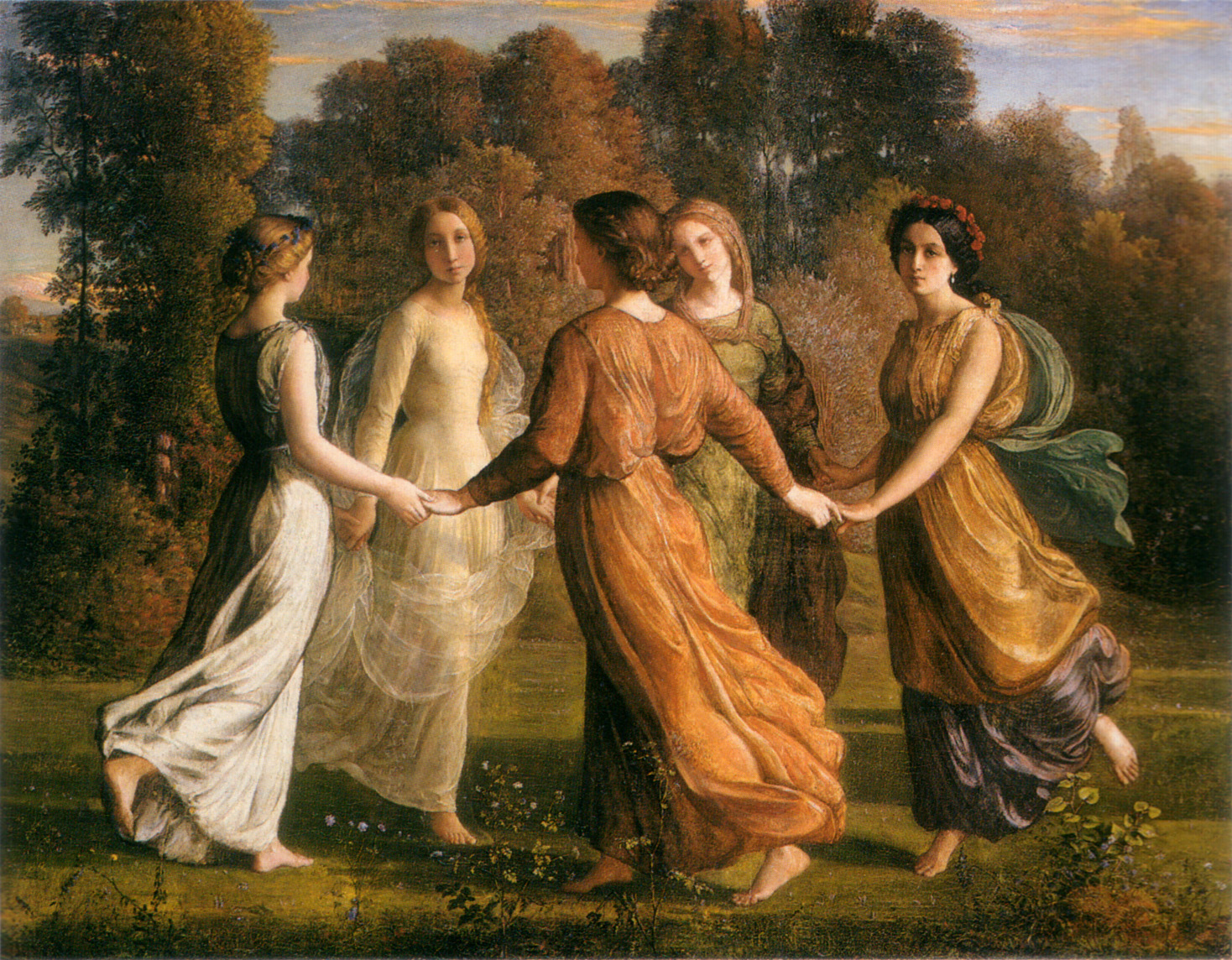
Louis Janmot - Poème de l'âme 13 - Rayons de soleil

Les protagonistes font ensuite l’expérience de la fragilité du bonheur terrestre menacé par la fuite du temps. Celle-ci est symbolisée par la ronde, image de l’éternel retour. En effet, cinq jeunes gens dansent en rond dans un paysage automnal. L'âme incarnée a revêtu sa robe rose distinctive. Il tourne le dos au spectateur et fait face à son alter ego féminin. À sa droite, une femme brune tente de le séduire. Le jeune homme semble alors chercher secours et protection auprès de sa bien-aimée. À travers la danse, représentation d'un rite initiatique, les amoureux s'initient au monde, lieu de plaisirs et de tentations. C’est déjà l’automne de leur existence, après le printemps de leur enfance.

### Sur la montagne

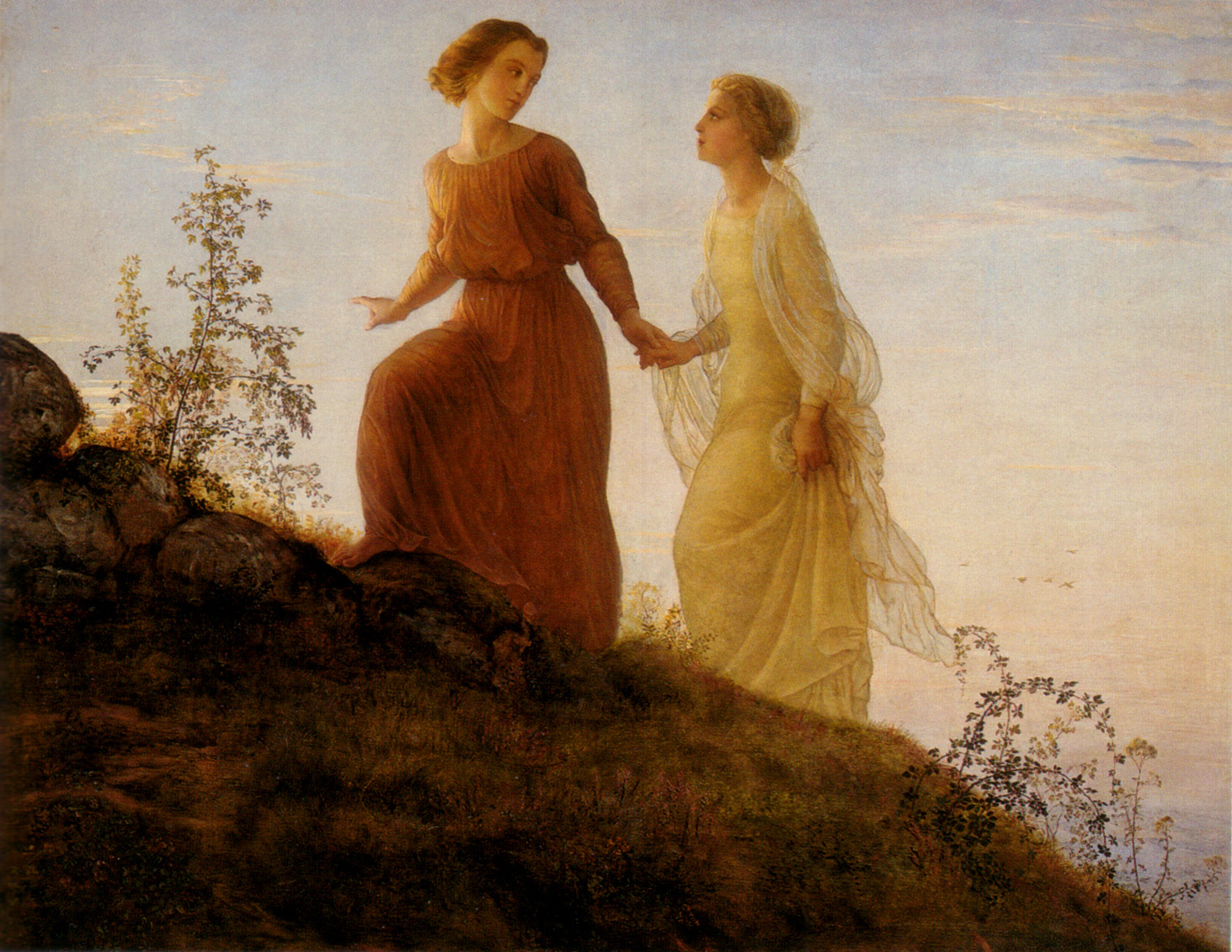
Louis Janmot - Poème de l'âme 14 - Sur la Montagne

Après avoir vécu l'expérience du temps, vient l’exploration du cadre spatial. Alors que l'homme gravit une montagne, suivi de près par la jeune fille, ils atteignent le plus haut sommet. Ils ont donc parcouru toutes les étapes d’un amour vécu dans la chasteté. On peut également interpréter leur ascension comme celle d’un idéal. La promenade mystique devient une phase symbolique de tout itinéraire spirituel.

### Un Soir

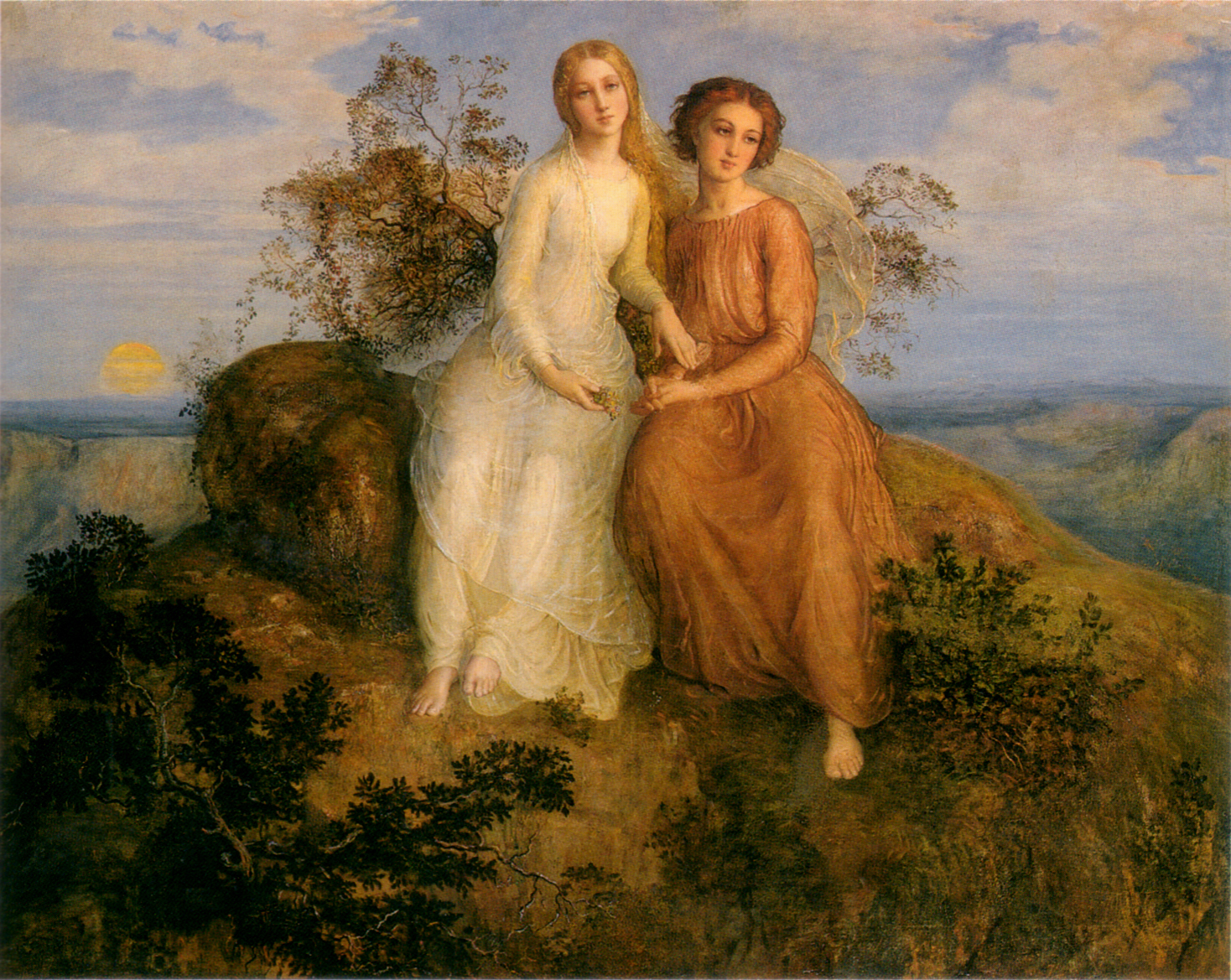
Louis Janmot - Poème de l'âme 15 - Un Soir

Les deux adolescents ont atteint le sommet de la montagne. Éclairés par les derniers rayons du soleil, ils se reposent comme le montrent leurs postures et leurs regards vagues. Cependant, l’action du Poème de l’Âme semble ici dans une impasse, l'amour charnel ne pouvant être un dénouement, puisqu'ils ont fait le choix de la chasteté dans Virginitas. Janmot démontre ici le problème du passage de l’enfance à l’âge adulte.

### Le Vol De L’âme

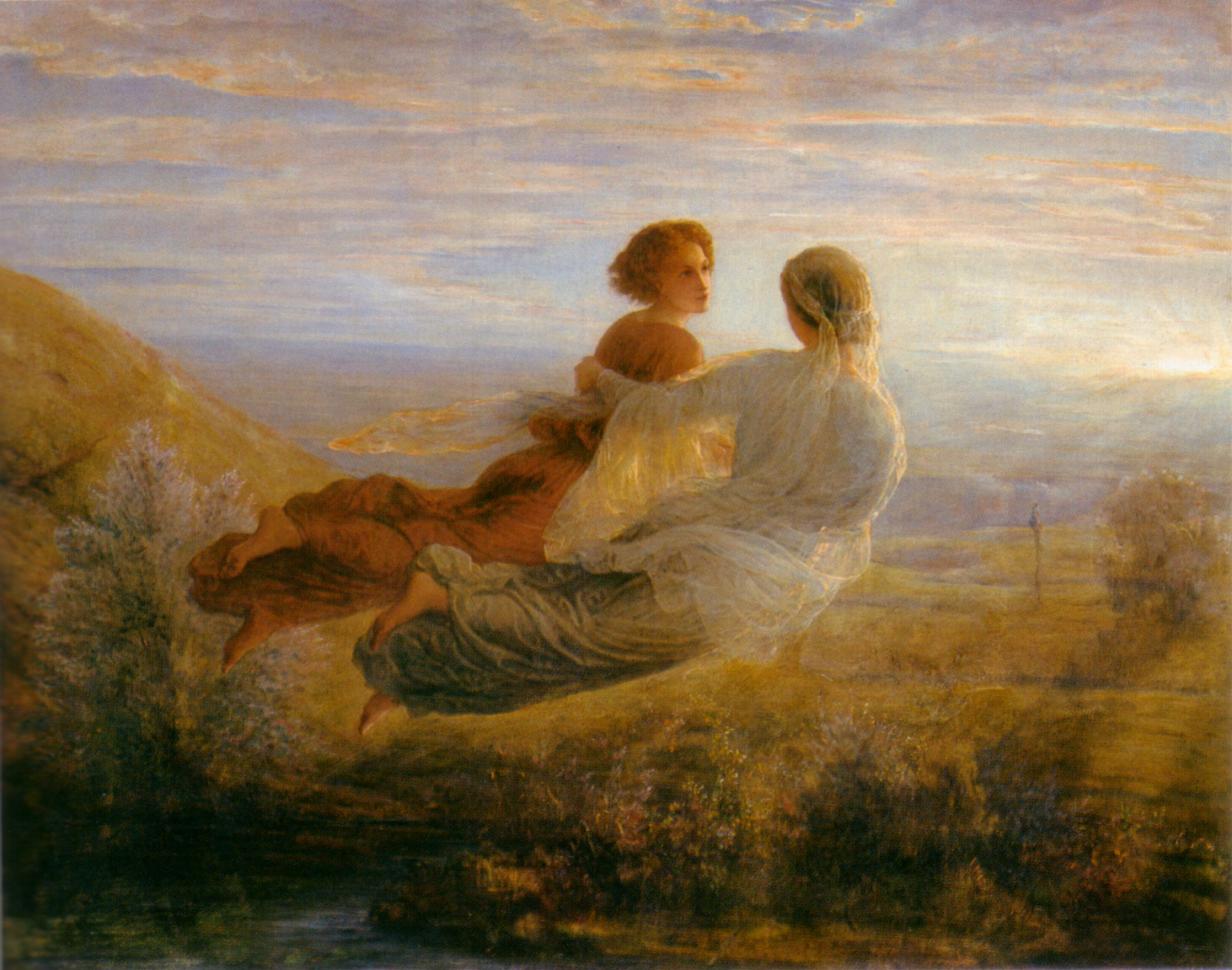
Louis Janmot - Poème de l'âme 16 - Le Vol de l’âme

Ils ont maintenant quitté le sommet de la montagne, et en même temps le monde réel. La jeune fille soutient le jeune homme pour l’entraîner au-dessus des plaines, plus près des cieux.  Dans le poème, nous pouvons lire que le coryphée émet une mise en garde au jeune couple : la nouvelle contrée vers laquelle ils se dirigent est certainement moins séduisante qu’ils ne se l’imaginent. Cependant, cette envie d’évasion et cet élan qui les pousse hors d’eux-mêmes constitue une profonde description de l’amour. Cet envol "débloque" la situation présentée dans le tableau précédent. 

### L’Idéal

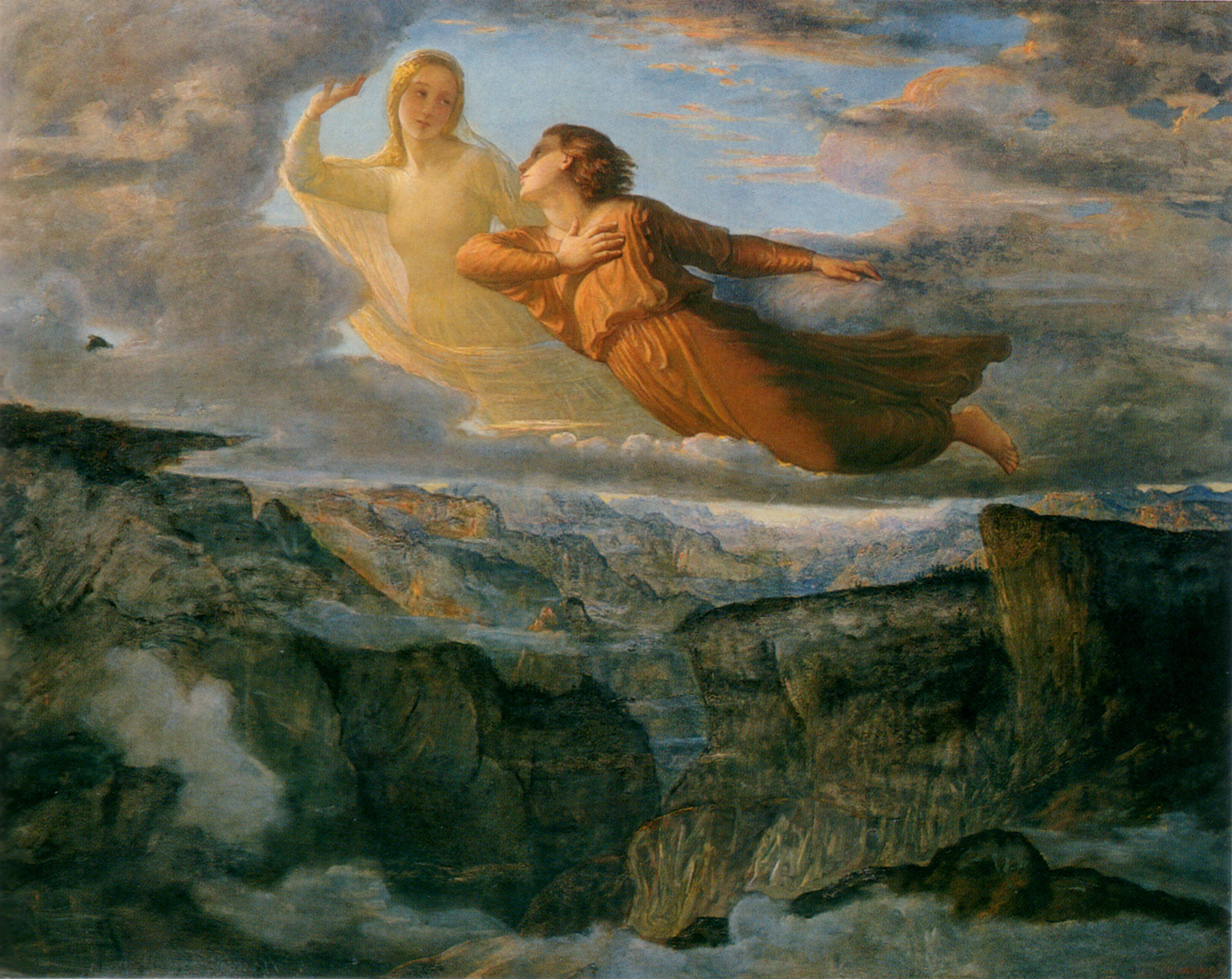
Louis Janmot - Poème de l'âme 17 - L’Idéal

Les deux compagnons ont atteint le plus haut point de leur transcendance, et la jeune fille écarte les nuages à leur passage pour s'élever encore plus haut. Ensemble, ils montent vers le ciel, mais malgré son exaltation, le jeune homme s’écrie : « Je tressaille de joie et pourtant il me semble sentir une vague d’effroi ». La jeune fille répond: « Adieu, car où je vais vous ne pouvez me suivre ». C'est donc la fin de l'inspiration mystique. Dans son poème, Janmot explicite ce tableau par les quelques vers « l’idéal qui partout, où croissent les épines / des terrestres douleurs / sait jeter les vertus la semence divine / qui mûrit dans les pleurs. »

### Réalité

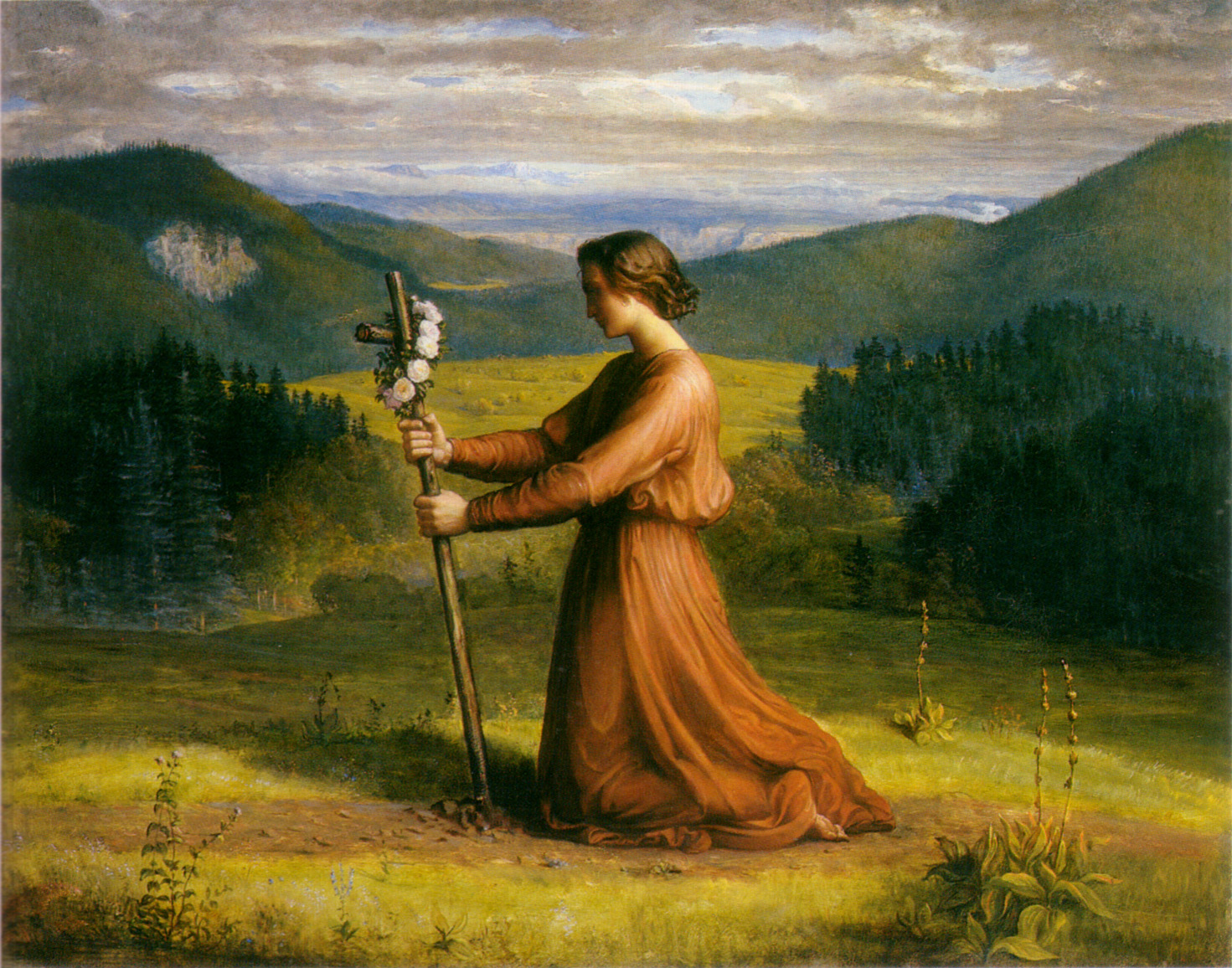
Louis Janmot - Poème de l'âme 18 - Réalité

Désormais, l’adolescent est un homme. On comprend qu’il a perdu sa compagne puisqu’il se trouve agenouillé devant une croix surmontée de la couronne qu'elle portait lors de la Première Communion. Abandonné par la jeune fille et redescendu sur terre, il se trouve confronté à la solitude et à la mort. Cependant son attitude est celle de la prière et c’est à travers elle qu’un espoir peut être entrevu. Janmot explicite sa pensée à travers ces vers : « vivre c’est sentir / les regrets du passé, l’horreur de l’avenir / le présent chaque jour plus rude ».

## Symbolique de l'œuvre
Dans cette œuvre, les convictions religieuses et politiques de l’artiste se répercutent, de telle sorte que les difficultés de sa vie privée  transparaissent dans ses tableaux, et Janmot conçoit son œuvre comme un message spirituel. Par ailleurs, le Poème de l’Âme peut directement être relié à certains épisodes de l’histoire contemporaine : à l’époque ou le divorce va devenir légal, il défend les valeurs de la famille, avant que soit votée la loi Falloux, il s’insurge contre l’université laïque et rationaliste et défend l’importance de l’éducation religieuse. Si le récit n’est pas autobiographique, il propose néanmoins des liens avec la vie de Janmot, particulièrement les seize dessins qui font suite aux dix-huit tableaux. En effet, le deuil, très présent dans son œuvre est directement lié à la mort de sa mère, puis de son ami Ozanam. 
L'expérience du manque accentué par des déceptions sentimentales rappellent l'âme, laissé seul sur terre par son guide spirituel.  Baudelaire pointe du doigt « l’histoire du double élément mâle et femelle d’une même âme ». De ce fait, Janmot déchiré personnellement entre son double et la réalité, a conscience de ce dédoublement intrinsèque de l’âme. 
Le Poème de l'Âme est "semblable au bouquet que l'on cueille en chemin, sans souci de son but, sans soucie de sa route, l'idée à chaque pas comme une fleur s'ajoute".
L'œuvre de Janmot peut être subdivisée en plusieurs cycles, ainsi on observe tout d'abord un cycle mystique (attribué au tableau "Souvenir du Ciel") dans lequel sont mis en avant les rapports de l'âme avec son créateur, puis un cycle social (assigné au tableau "Le mauvais sentier") à travers lequel Janmot transpose une vive critique de l'éducation. Cependant, il ne se contente pas seulement de blâmer cette institution car il propose des solutions en mesure de remédier à ces troubles (le tableau de la Première communion en est l'exemple). Enfin apparaît un cycle moral corroboré par les thèmes de l'ascension spirituelle (tableau Virginitas) et matérielle (tableau Sur la montagne), ce cycle s'achèvant par l'épreuve impromptue de la Réalité.

## Réceptions et critiques
L’œuvre de Janmot voit un accueil relativement mitigé. En effet, les critiques contemporains apprécièrent davantage dans un premier temps le caractère fantastique de la composition que les diverses allusions polémiques. Effectivement, la composition renvoie à l’actualité ou à la lutte contre le monopole de l’état universitaire laïque.   
Delacroix est fasciné par l’œuvre monstrueuse de Janmot, au point qu’il insiste personnellement pour que ses dix-huit tableaux paraissent à l’exposition universelle de 1855. Elles furent donc, selon Baudelaire « l’objet d’un auguste dédain ». Le poète n’accorde en effet que peu de crédit aux tentatives de la peinture philosophique, condamnant tour à tour aussi bien les œuvres de Paul Chenavard que les créations de Janmot. C’est la prétention quasi didactique formulée par les peintres philosophes à « rivaliser avec l’imprimerie pour enseigner l’histoire, la morale et la philosophie » qui semble le déranger le plus. En effet, pour Baudelaire, « l’art philosophique est un retour vers l’imagerie nécessaire à l’enfance des peuples ». Ainsi, il tend à souligner que « l’art philosophique » de Janmot passe par une forme de figuration à la fois narrative et symbolique à tel point que la portée philosophique est occultée par la dimension trop représentative. Ainsi Baudelaire abaisse vertement la portée pseudo philosophique de l’œuvre, à travers des termes comme « tout ce que j’ai compris c’est que ces tableaux représentaient les états successifs de l’âme à différents âges, cependant, comme il y avait toujours deux êtres en scène, un garçon et une fille, mon esprit s’est fatigué à chercher si la pensée intime du poète n’était pas l’histoire du double élément mâle et femelle d’une même âme. Une explication en vers a été faite par l’artiste, qui n’a servie qu’à mieux montrer l’indécision de sa conception et qu’à mieux embarrasser l’esprit des spectateurs philosophes auxquels elle s’adressait. ». Il souligne néanmoins le talent artistique de Janmot : « Tous ces reproches mis de côté, qui prouvent simplement que Janmot n’est pas un cerveau philosophiquement solide, il faut reconnaître qu’au point de vue de l’art pur il y avait dans la composition de ces scènes et même dans la couleur amère dont elles étaient revêtues, un charme infini et difficile à décrire, quelques choses des douceurs de la solitude, de la sacristie, de l’église et du cloître ; une mysticité inconsciente et enfantine. J’ai senti quelque chose d’analogue devant quelques tableaux de Lesueur et quelques toiles espagnoles »
N’en déplaise à Baudelaire qui n’apprécie pas l’art philosophique,Élisabeth Hardouin-Fugier souligne que Le Poème de l’âme constitue une remarquable tentative d’alliance des arts ce qui traduit un lien de plus avec le romantisme. L'historienne n'est pas la seule à vanter le travail de Janmot : pour Philippe Dufieux (1978): « À travers le Poème de l’âme, Janmot apparaît en réalité comme un observateur privilégié de son temps, de ses aspirations idéalistes comme de ses inquiétudes et de ses tourments ».

## Deuxième cycle duPoème de l'âme

Deuxième cycle du Poème de l'âme, composé de seize grands cartons dessinés, musée des Beaux-Arts de Lyon (entre 1860-1870)
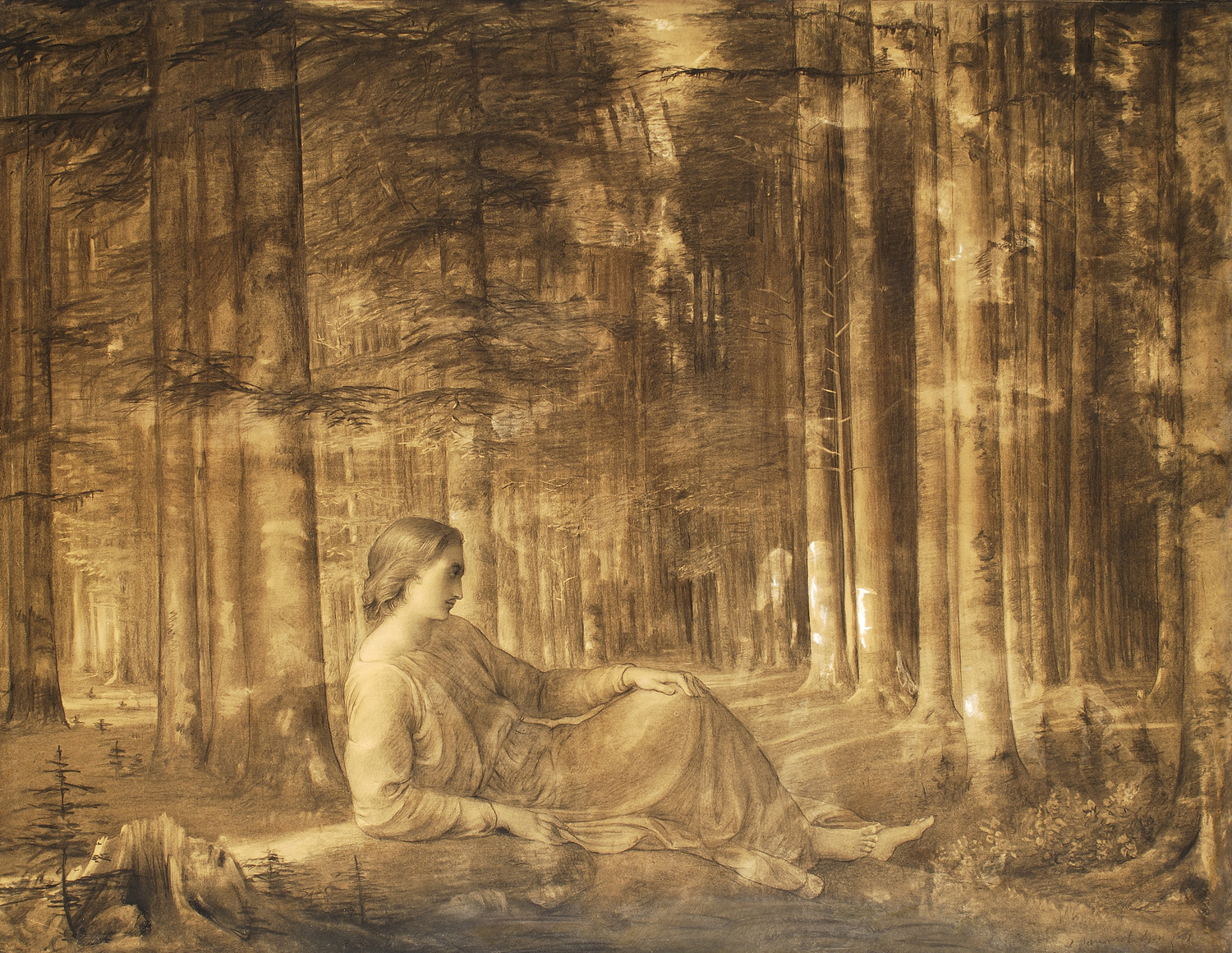
19. Solitude
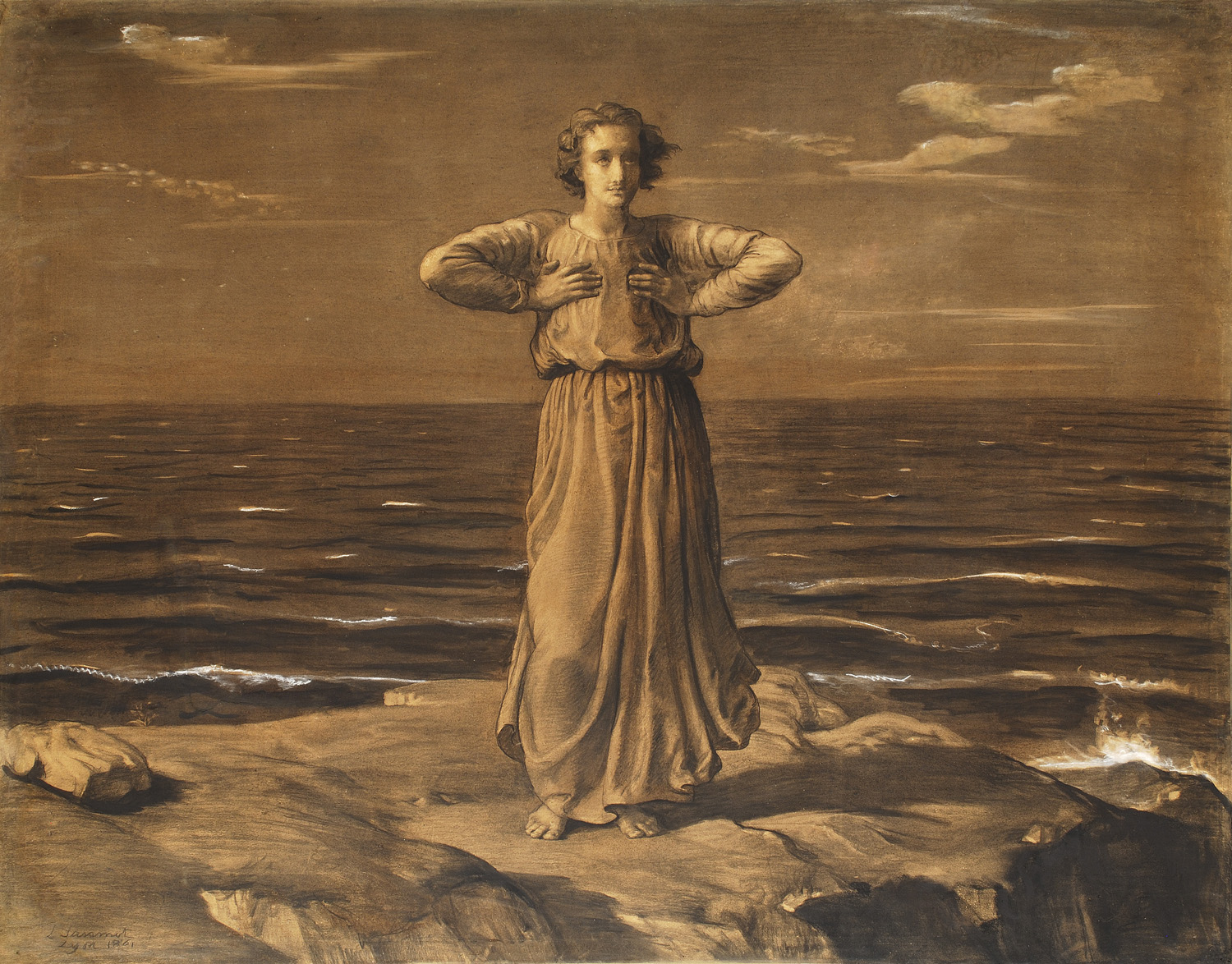
20. L'Infini
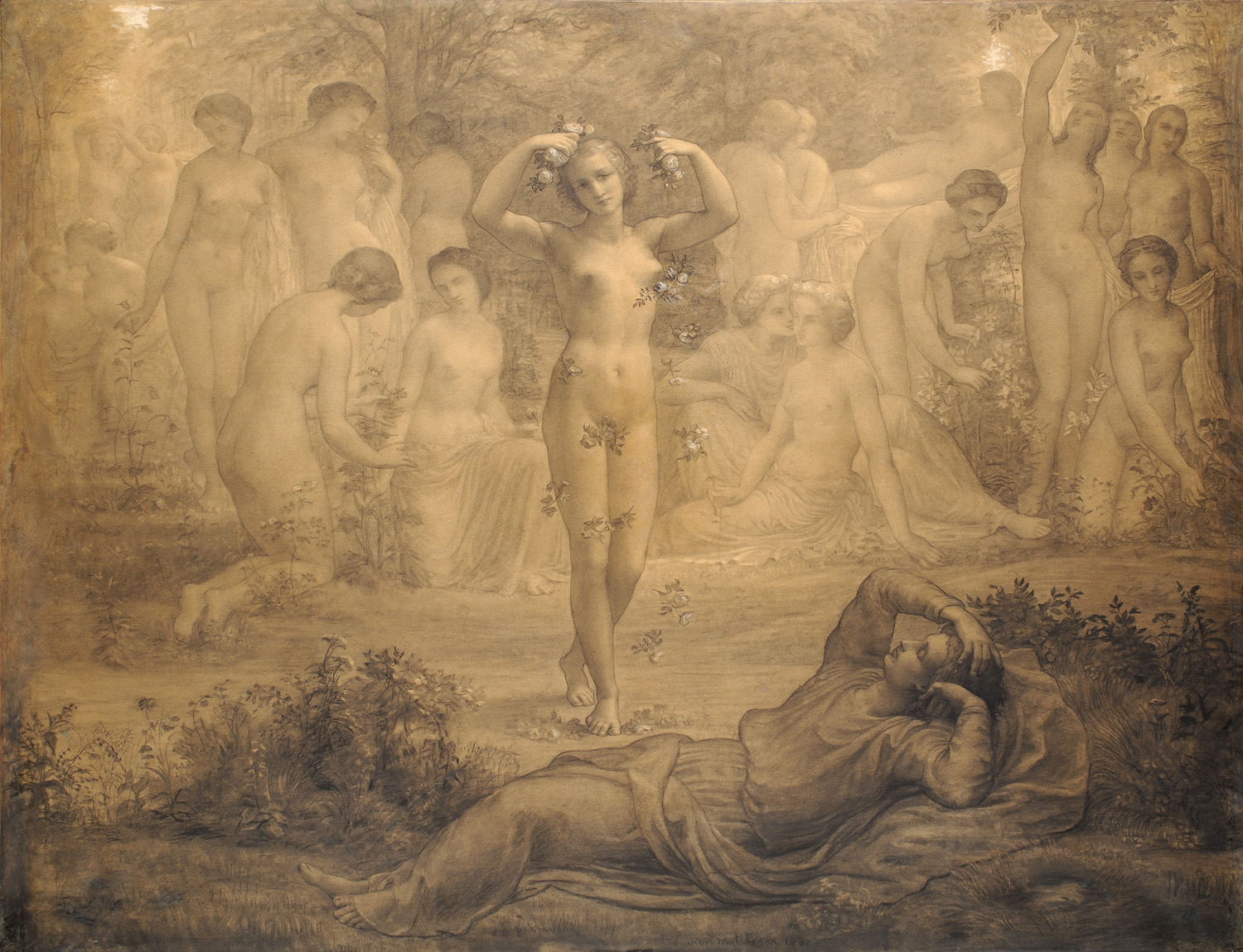
21. Rêve de feu
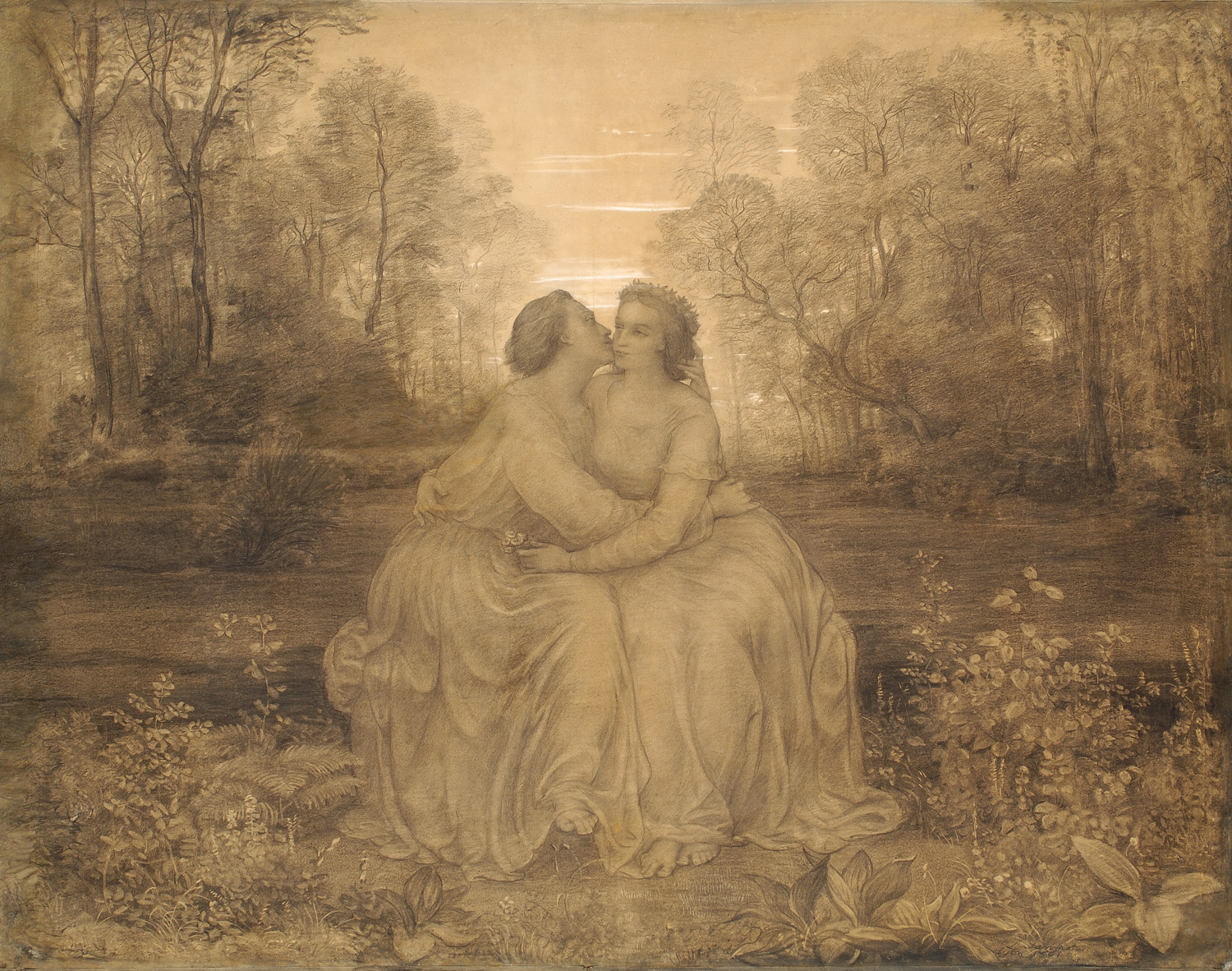
22. Amour
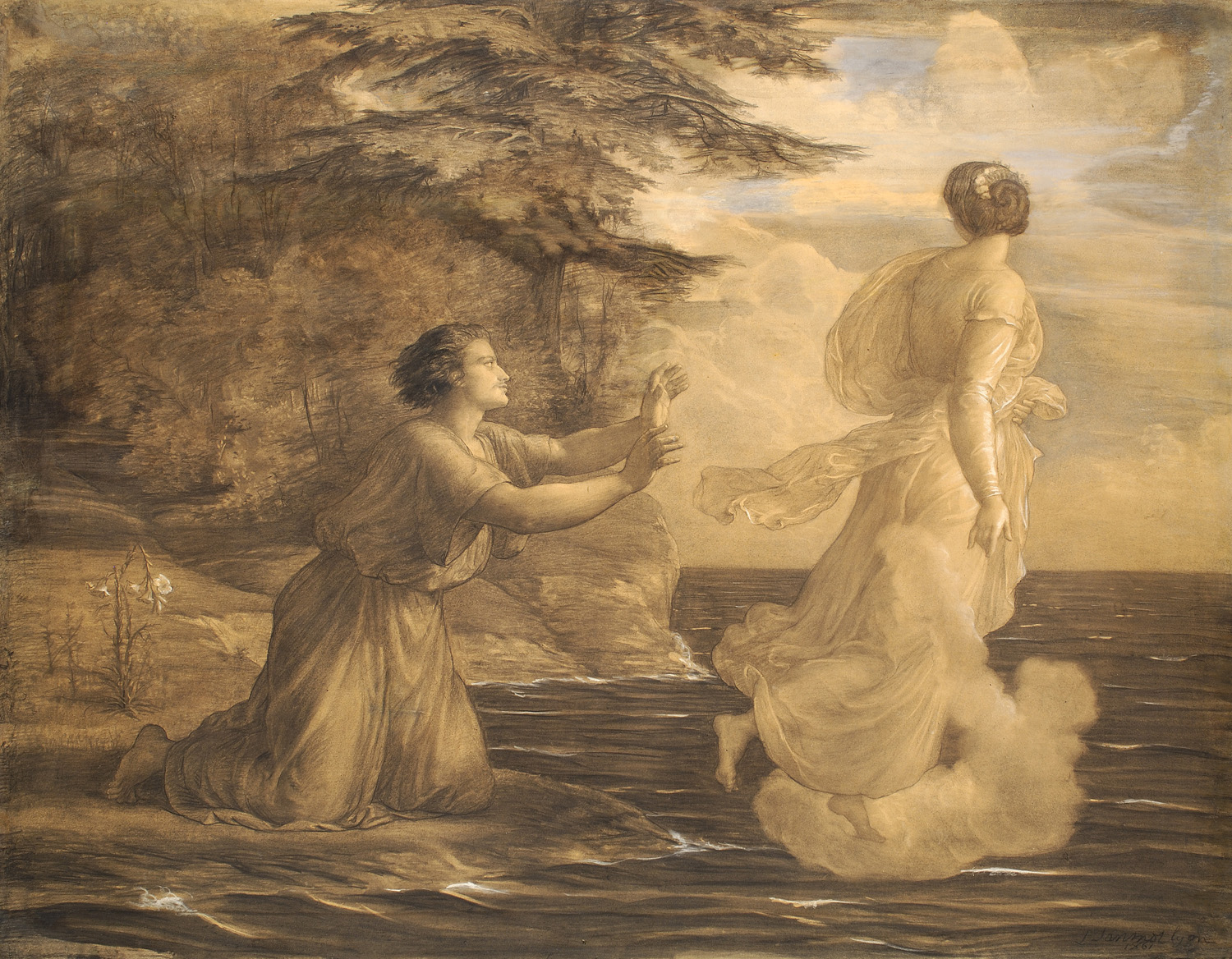
23. Adieu
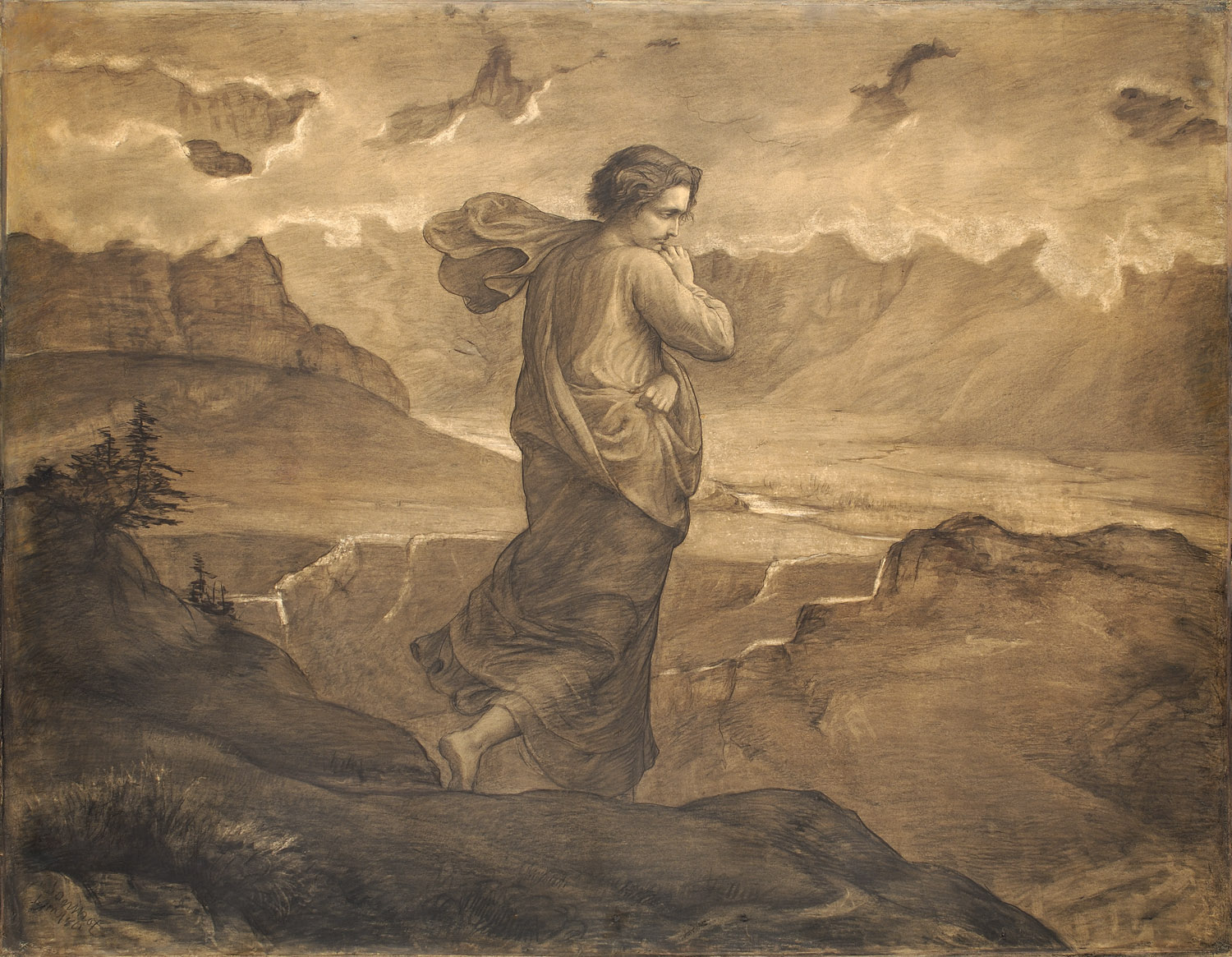
24. Le Doute
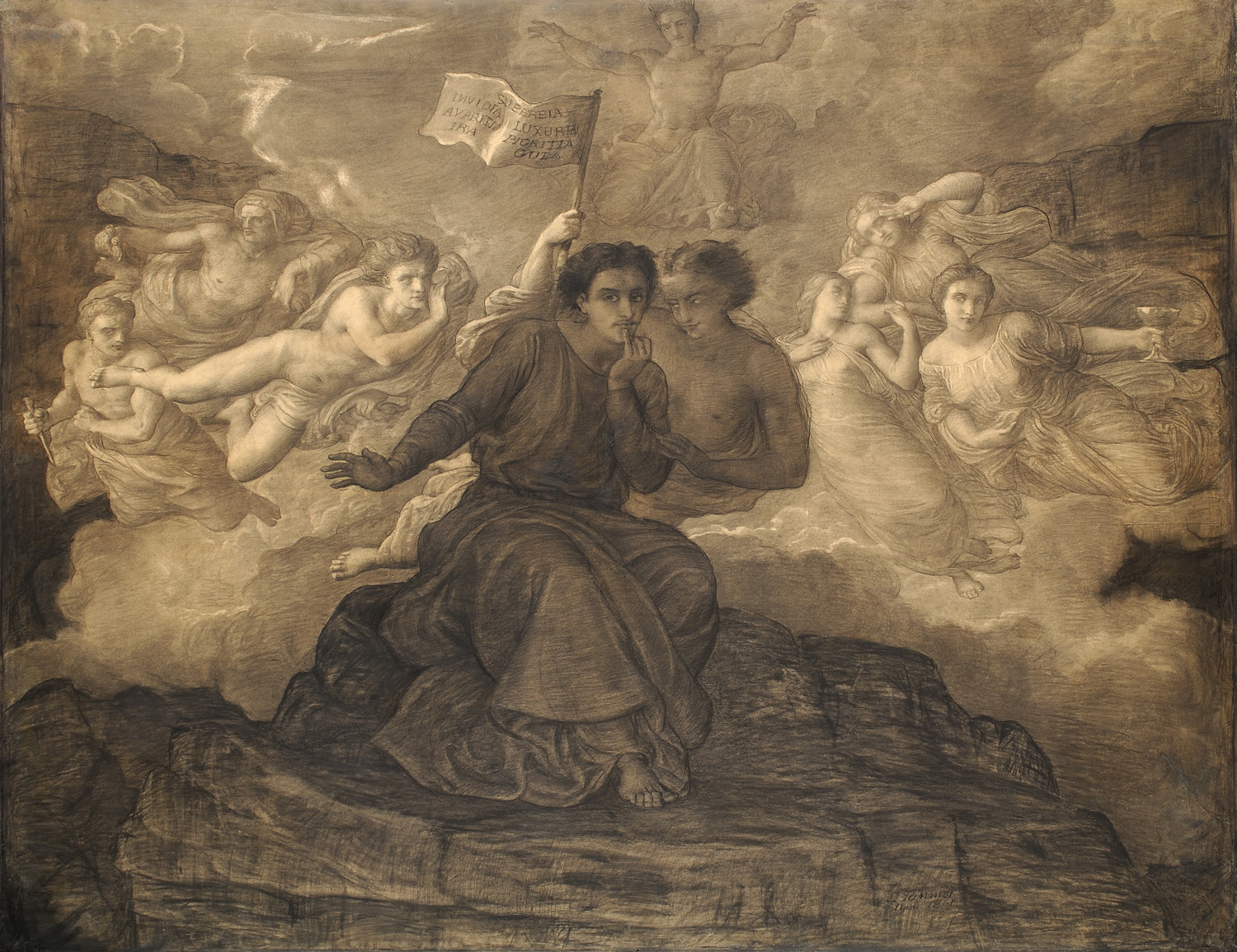
25. L'Esprit du mal
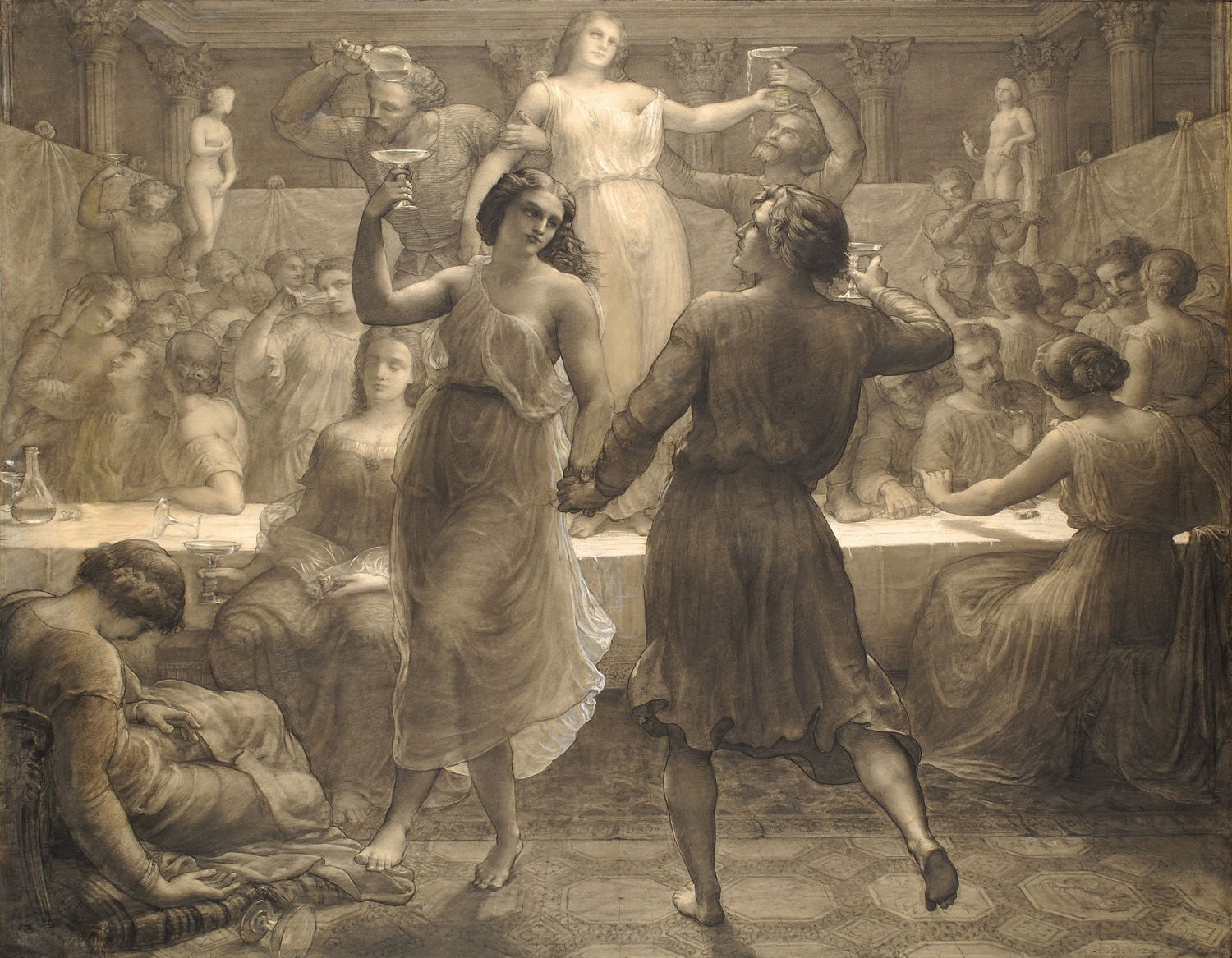
26. L'Orgie
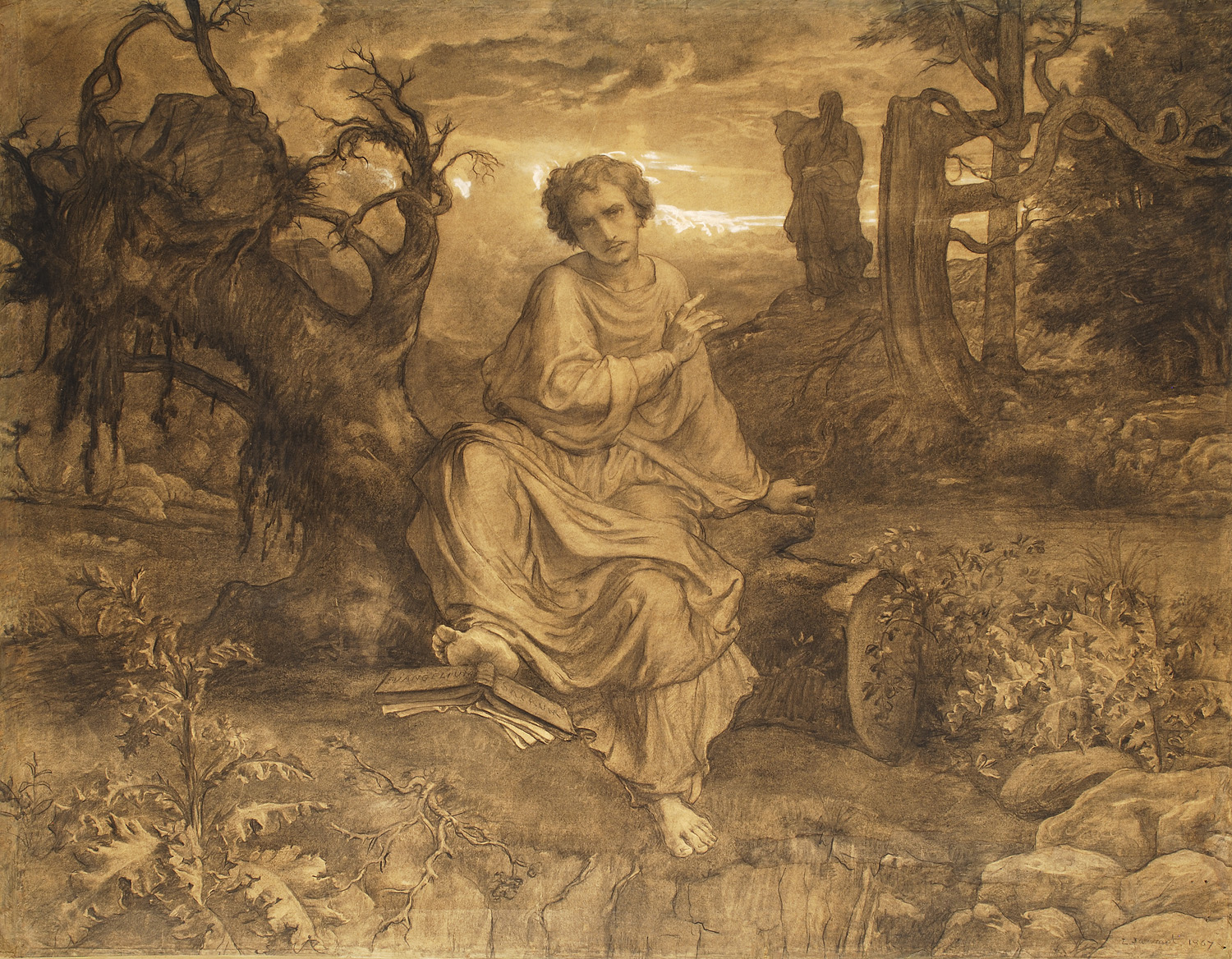
27. Sans Dieu
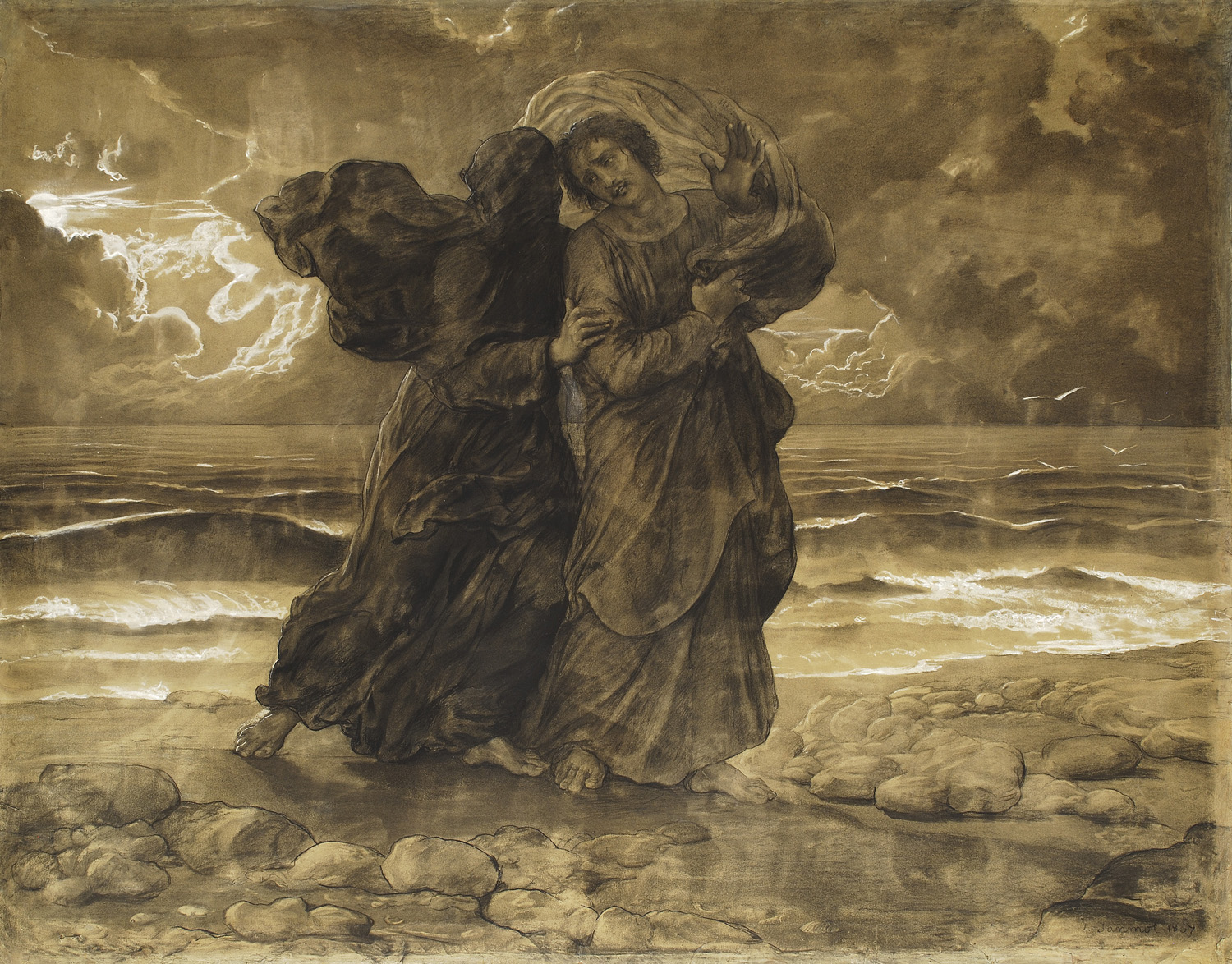
28. Le Fantôme
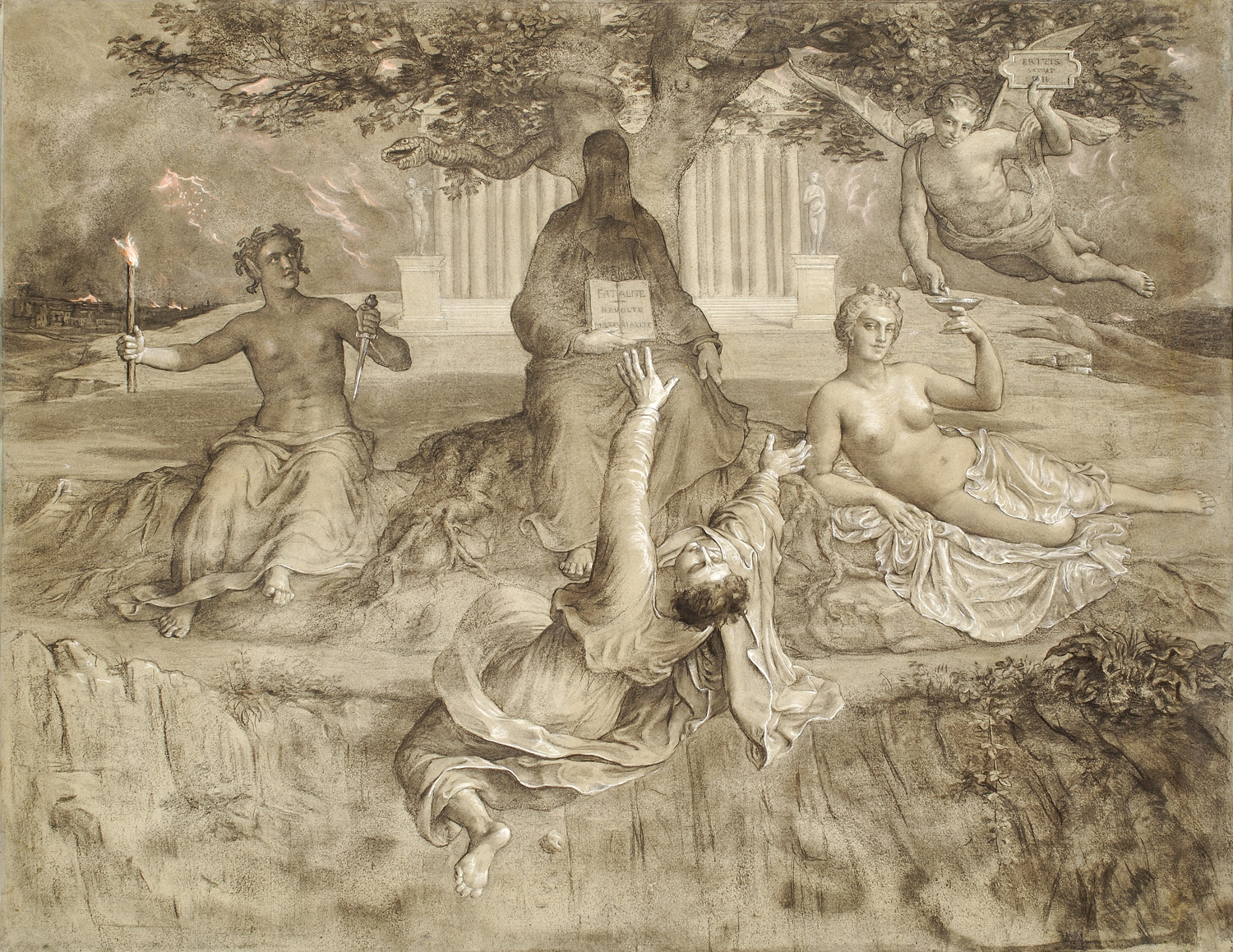
29. Chute fatale
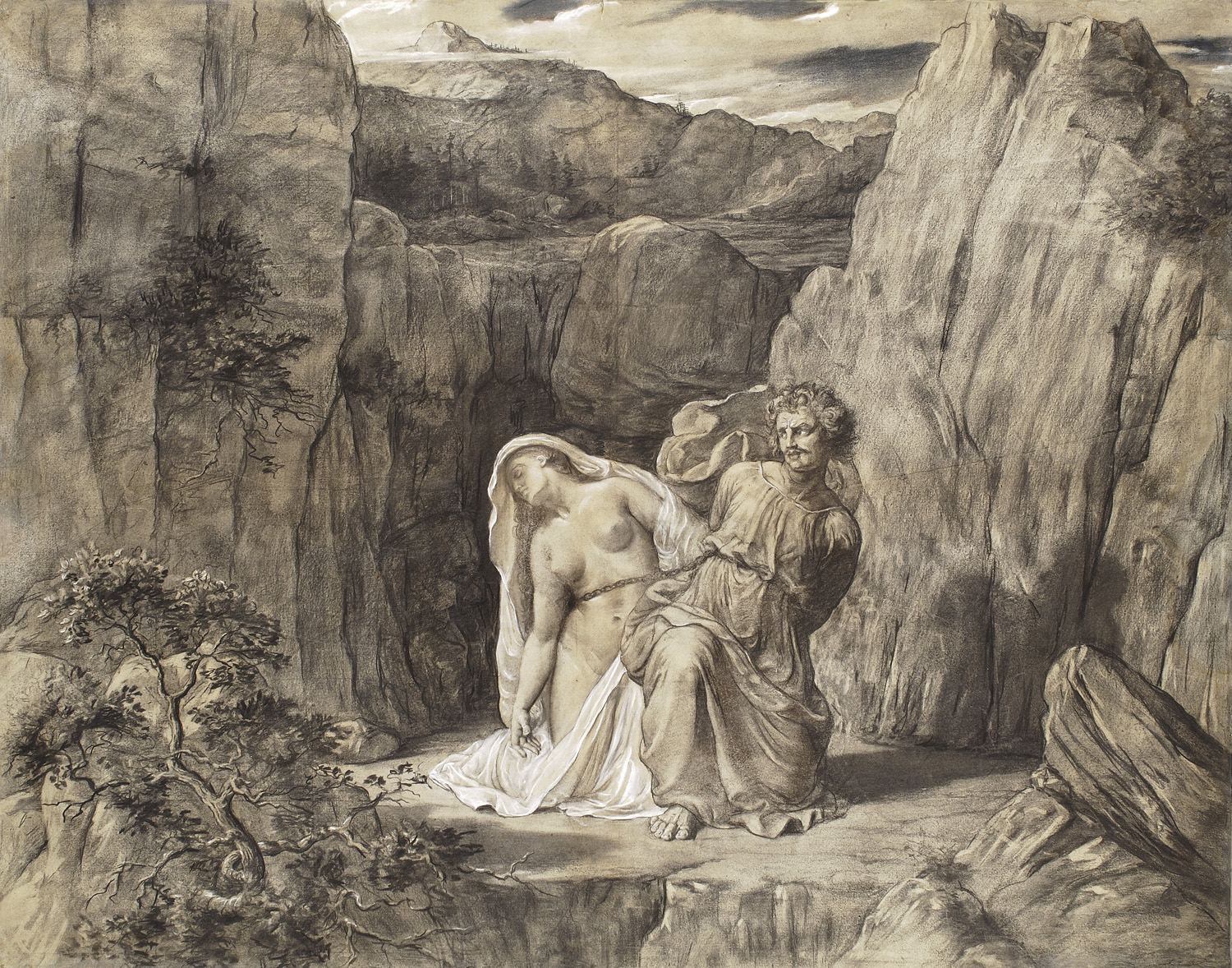
30. Le Supplice de Mézence
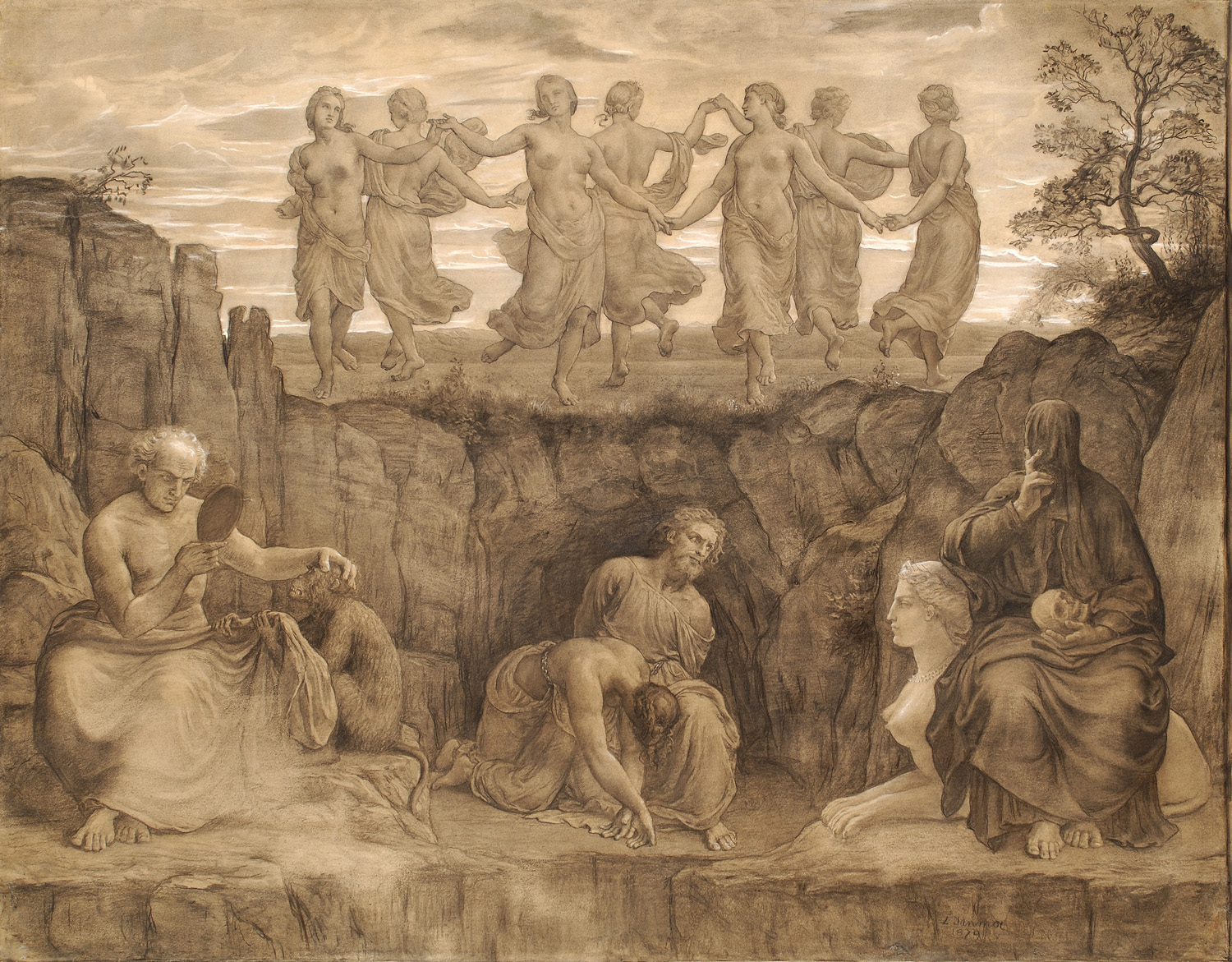
31. Les Générations du Mal
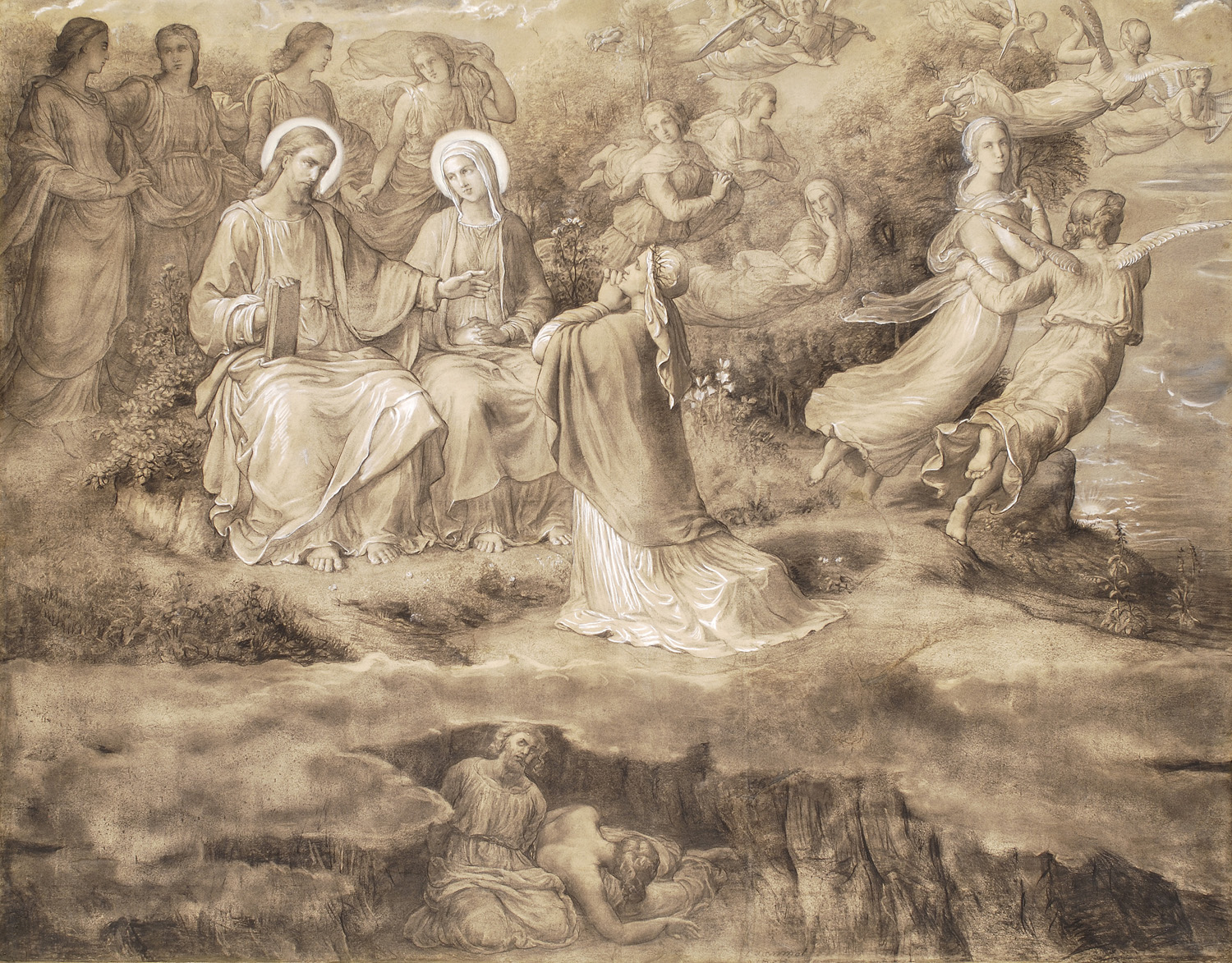
32. Intercession maternelle
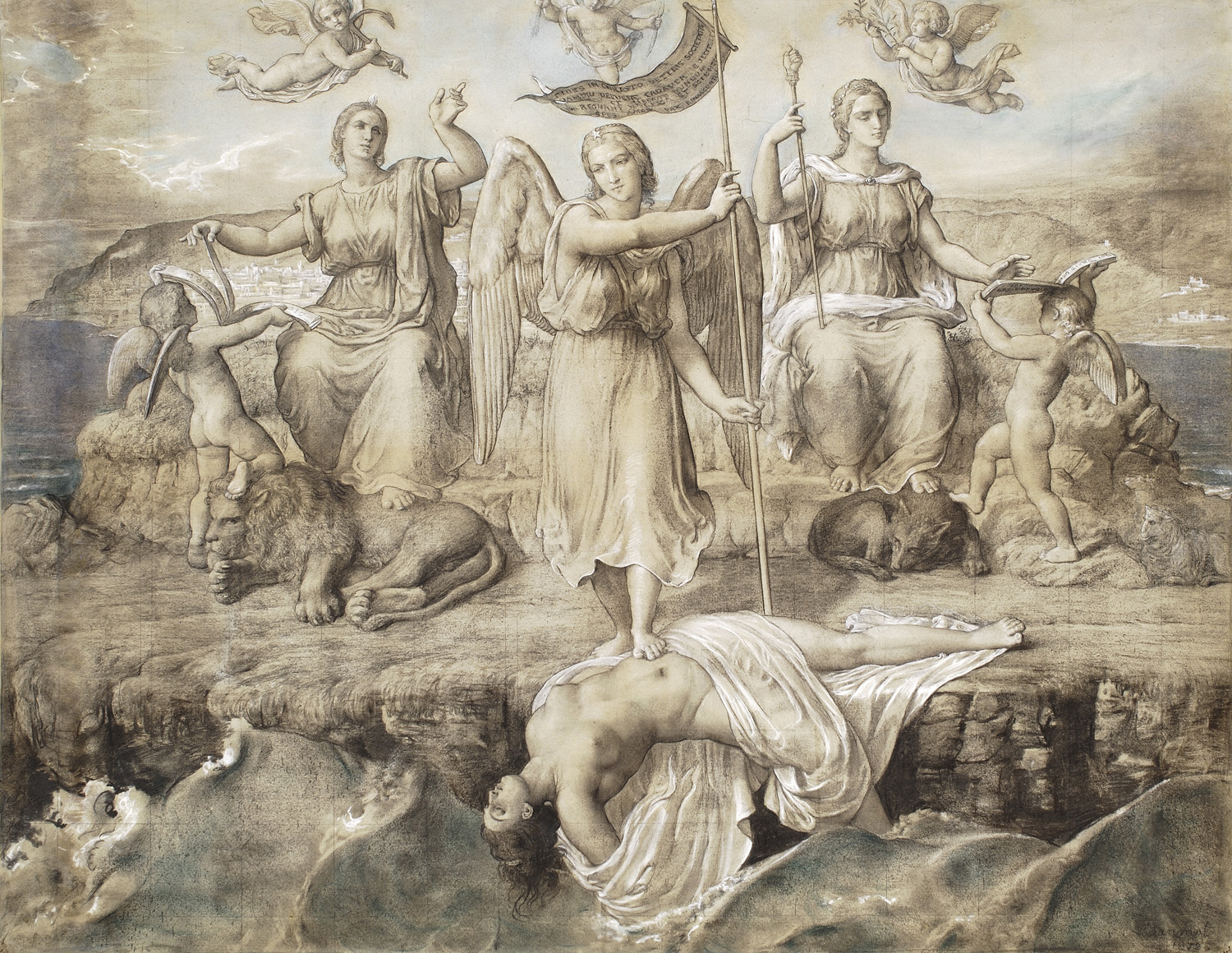
33. Vision de l'Avenir
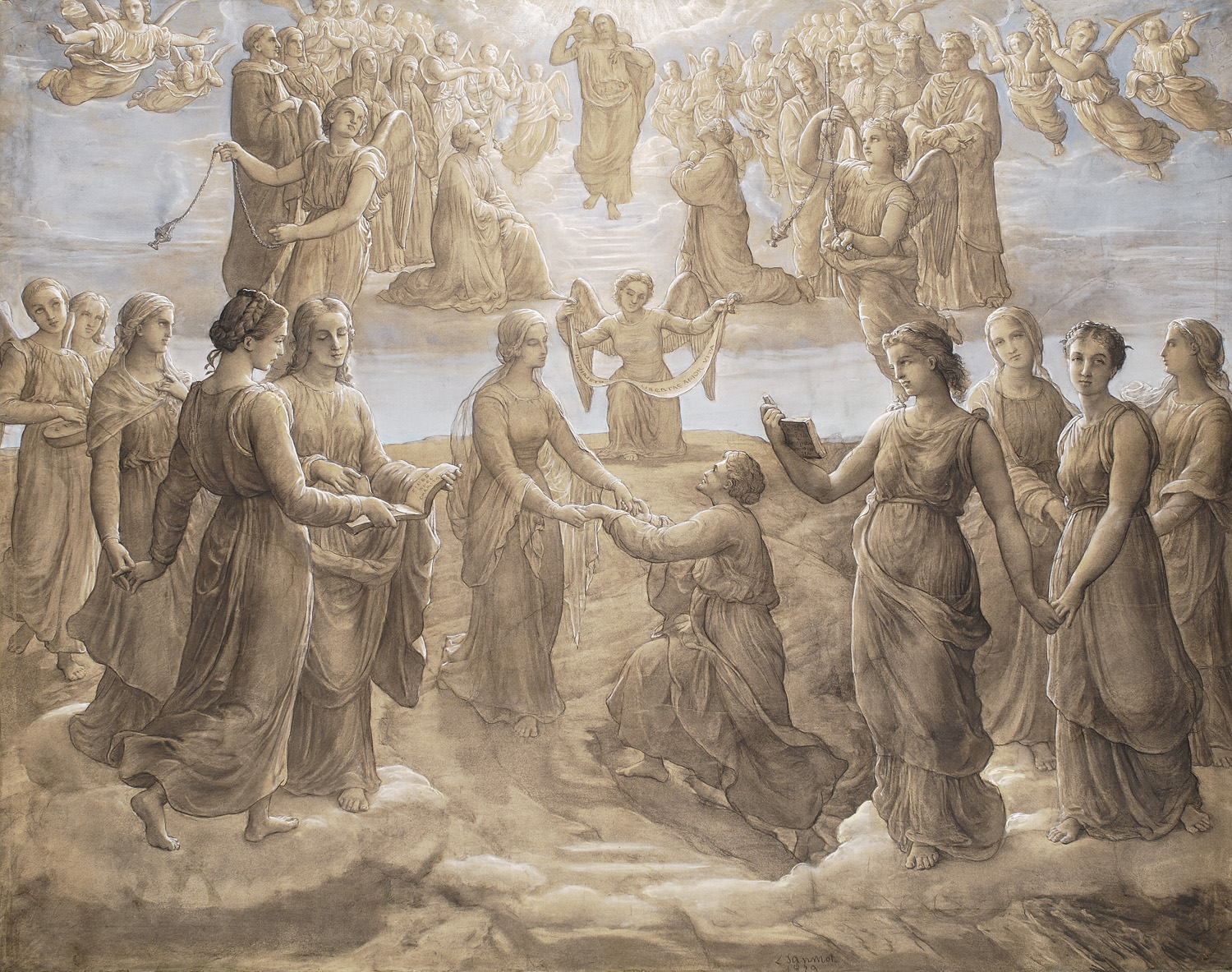
34. Sursum Corda